# Donne nell'antica Grecia

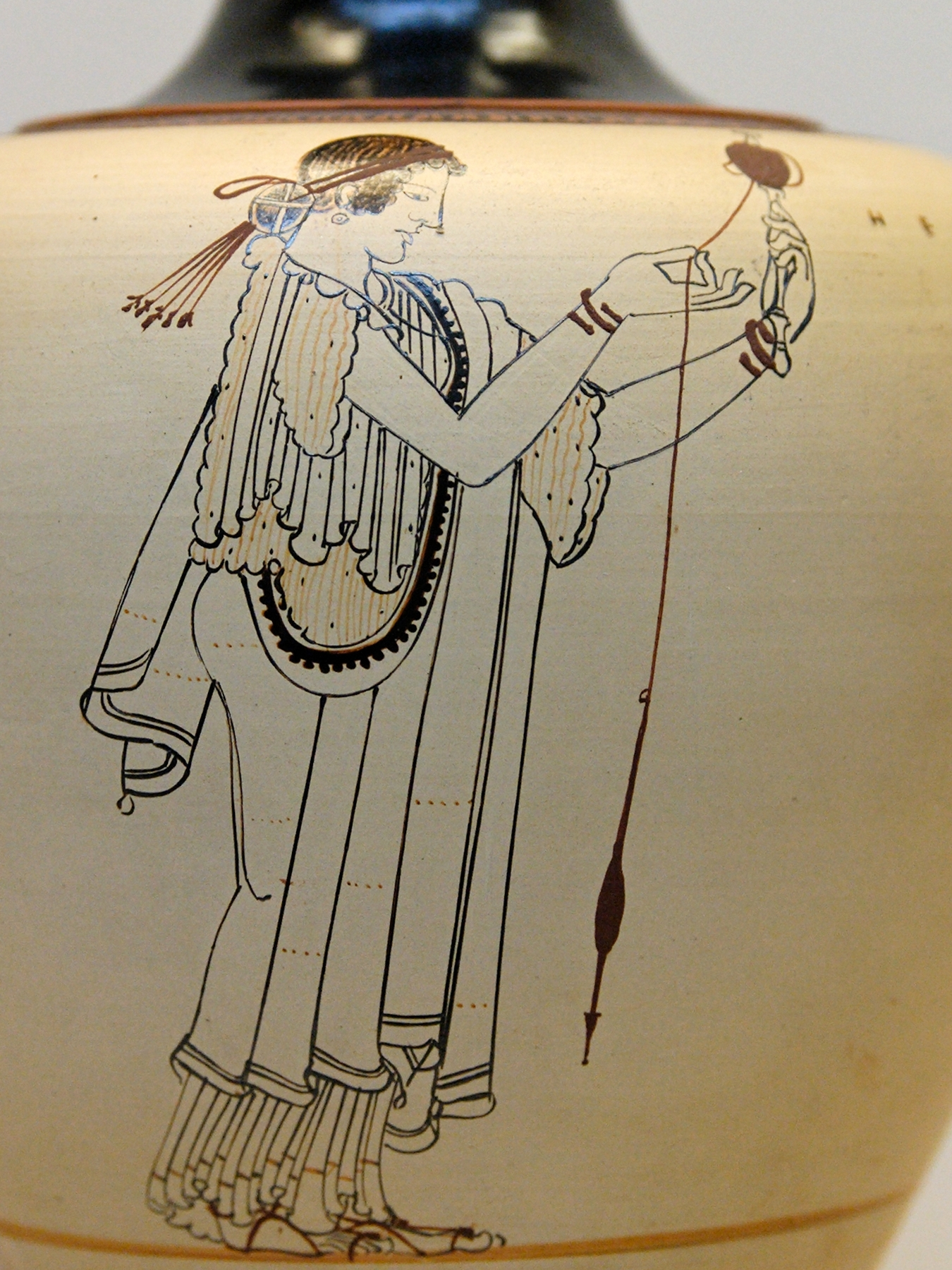
Una donna greca impegnata a filare. Particolare di un Oinochoe attico a sfondo bianco (pittore Brygos), circa 490 aC. Conservato al British Museum.

La condizione e lo status sociale della donna nell'antica Grecia è improntata a un forte patriarcato e in qualche caso si è parlato di misoginia. Tuttavia, questa condizione è variabile da polis a polis. Esistono dei casi documentati riguardanti donne che a Delfi, Gortina, Megara e Sparta avevano la facoltà di possedere anche vasti appezzamenti terrieri, il che costituiva la più prestigiosa forma di proprietà privata dell'epoca.
Nei poemi omerici il mondo greco viene generalmente descritto come una società improntata ad un forte patriarcato; mentre durante lo sviluppo delle poleis nel corso dell'VIII secolo, vennero istituiti i due grandi gruppi sociali appartenenti alla realtà cittadina, sulla base di criteri preminenti d'esclusione: ossia gli uomini nati liberi da una parte, gli stranieri (meteci) e gli schiavi dall'altra, ma tra gli esclusi vi erano anche le donne. Una delle definizioni date a questo modo di vedere è quello di un "club estremamente maschilista".
Aristotele, nella sua Politica (III, 1) definisce la cittadinanza come la capacità di partecipare al potere politico; le donne, alla stessa maniera degli stranieri e degli schiavi, rimasero sempre lontanissime dalla possibilità di accedere ad una qualsiasi voglia forma di potere politico: non ebbero mai, pertanto, l'occasione di diventare dei veri e propri cittadini.
Tranne rarissime eccezioni, si è dovuto attendere fino al periodo ellenistico per vedere grandi figure femminili emergere nel mondo greco (al di fuori di quelle appartenenti per diritto alla mitologia greca), ad esempio regine come Berenice II, Arsinoe II e Cleopatra VII.

## Dal mito alla storia

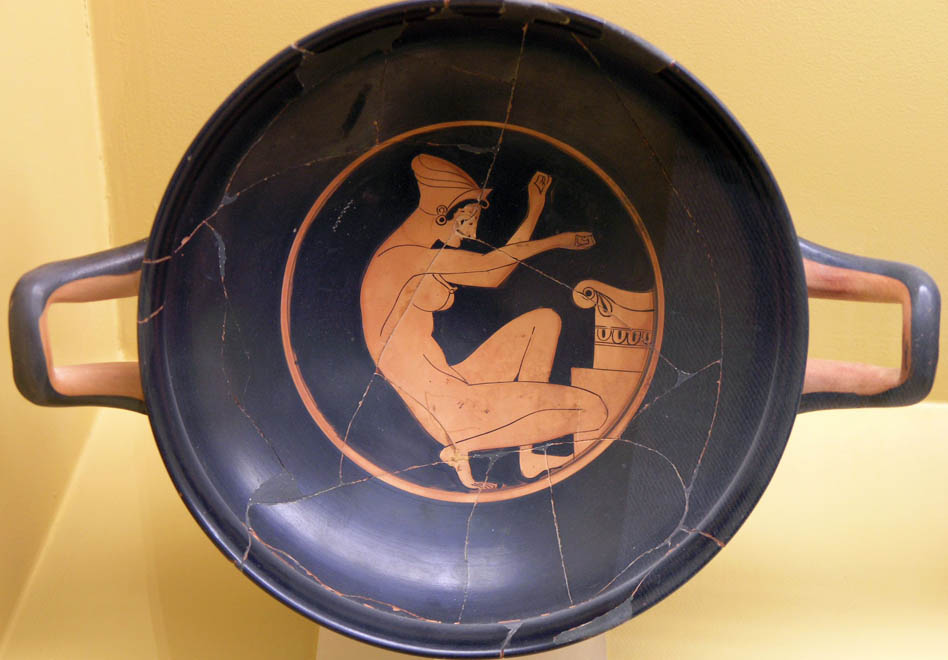
Donna inginocchiata davanti a un altare. Kylix attico a figure rosse del V secolo a.C., conservato al museo della Stoà di Attalo.

### Nella poesia epica
La fonte primaria di informazioni sulle donne, in quell'epoca che fa da ponte passando dalla realtà dell'eroe e semidio mitico a quella storica più arcaica, è il primo grande cantore di poesia epica della letteratura greca, conosciuto universalmente col nome di Omero: attraverso opere come l'Iliade e soprattutto l'Odissea troviamo descritte, oltre a molte scene di combattimento, anche episodi di banchetti e numerosi momenti di vita quotidiana, familiare e finanche sentimentale, dove le donne si trovano a svolgere alcuni tra i ruoli principali e a più forte impatto dell'intera vicenda.
Il carattere storico effettivo di tali descrizioni è ovviamente oggetto di dibattito, tuttavia, sembra probabile che i vari poeti o scrittori che si sono succeduti nell'edizione di queste due epopee abbiano tratto le proprie rispettive ispirazioni da momenti tratti dalla vita quotidiana del loro tempo, pertanto dalle tradizioni e dai costumi della società greca così com'era all'incirca tra l'VIII e il VII secolo a.C. In questi poemi epici la donna sembra avere un triplice ruolo, di primaria importanza: quello di moglie, di regina e di padrona della casa. Innanzi tutto nella sua qualifica di sposa o futura moglie, ella permette di comprendere la complessità delle pratiche inerenti al matrimonio greco.
S'incontra in primo luogo il sistema classico della reciprocità, illustrato dall'eccezione alla regola che compie Agamennone sollecitando Achille a riprendere la lotta sul campo di battaglia. Il re di Micene gli offre difatti una delle sue tre figlie affermando: "senza alcun dono in cambio se la porti via come moglie e la conduca alla casa di Peleo, gli sarà inoltre donata anche una dote". Si tratta qui della descrizione di una pratica assai originale: solitamente è difatti il giovane uomo che dovrebbe consegnare al padre della fanciulla il ἕδνα-hedna (una contropartita, la dote quindi); la donna poi, sempre secondo il canto omerico, andrebbe a stabilirsi nella dimora di suo marito, in casa del padre di Achille quindi.

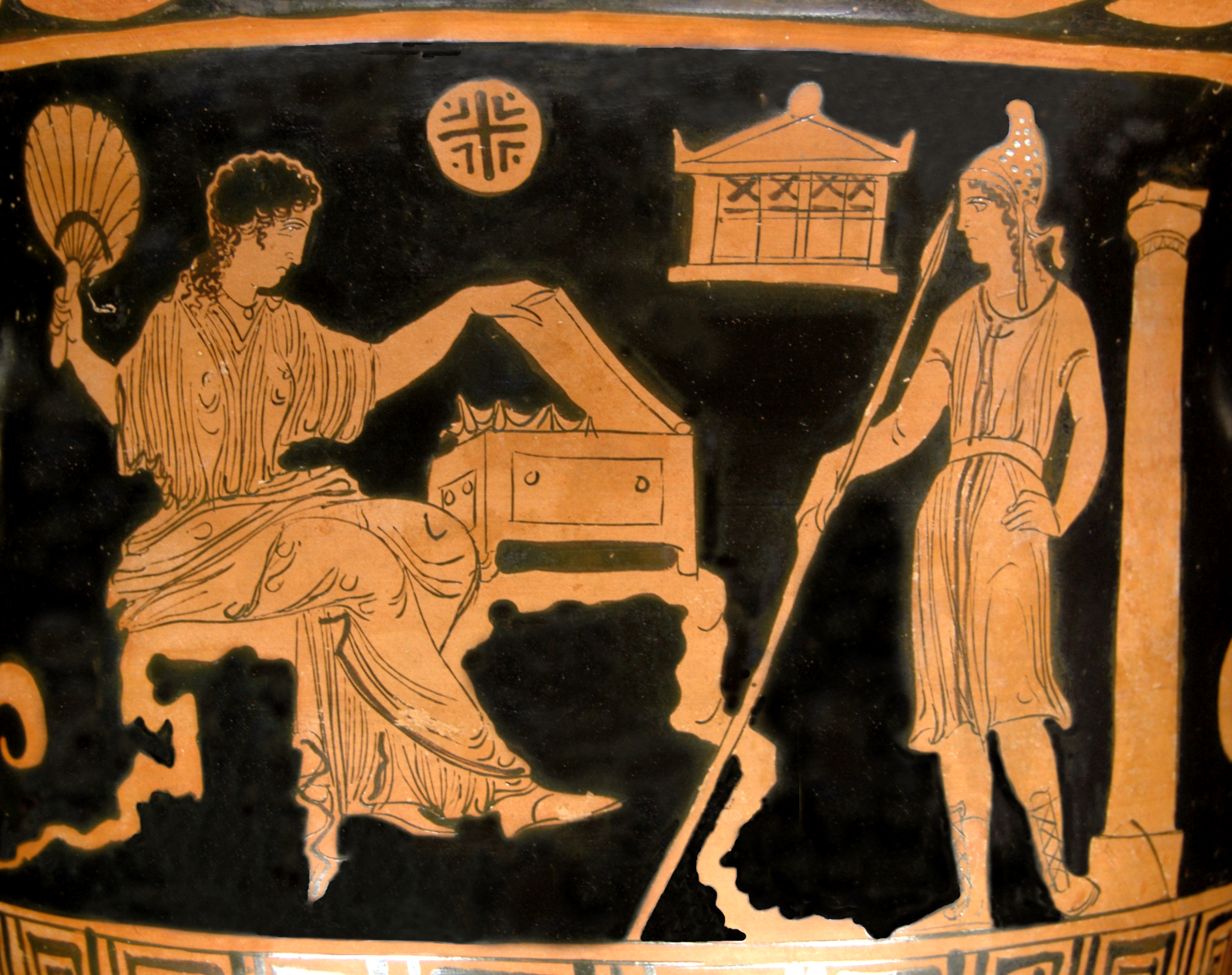
Elena e Paride. Faccia A di un cratere a campana apulo a figure rosse (Taranto?), 380–370 AC.

Lo stesso Agamennone dimostrerà la sua misoginia ammonendo Odisseo in visita presso di lui:
«Dunque anche tu con la donna non esser mai dolce,

non confidarle ogni parola che sai,

ma di' una cosa e lascia un'altra nascosta.

[...]

Altro ti voglio dire e tu mettilo in cuore:

nascosta, non palese, alla terra dei padri

fa' approdare la nave: è un essere infido la donna.»
Il matrimonio risulta essere essenzialmente monogamo nel mondo degli eroi greci, così come in quello della società del popolo dei troiani. Tuttavia, le pratiche matrimoniali rimangono molto formalistiche: Elena, che è la legittima moglie di Menelao, il re di Sparta, viene trattata anche come la sposa legittima del giovane principe troiano Paride. Priamo pare così abrogare, o quantomeno sospendere, la norma ferrea della monogamia; anche il suo palazzo accoglie i suoi figli con le rispettive spose, ma anche le sue figlie con i loro coniugi.
È da notare inoltre che le spose dei re omerici sono a tutti gli effetti delle regine consorti: così, nel canto VI dell'Iliade, Ecuba può convocare le donne di Troia per una cerimonia religiosa; mentre altresì nel canto IV dell'Odissea, Telemaco visita Sparta e viene accolto nell'ampia sala dei banchetti da Elena, che sta davanti a tutti gli altri uomini e compagni d'arme del marito. Anche Arete, moglie di Alcinoo re dei Feaci, si viene a trovare nella sala del palazzo con il marito al suo fianco.
Per il resto dei casi e del tempo a loro disposizione sono in sostanza delle brave casalinghe che governano l'οἶκος-oikos, hanno cioè il dominio della casa e l'usufrutto della proprietà familiare. Così Ettore si rivolge all'amata Andromaca:
«Su, torna a casa, e pensa all’opere tue,

telaio, e fuso; e alle ancelle comanda

di badare al lavoro; alla guerra penseran gli uomini

tutti e io sopra tutti, quanti nacquero ad Ilio.»
e Telemaco alla madre Penelope:
«Su, torna alle tue stanze e pensa all’opere tue,

telaio e fuso; e alle ancelle comanda

di badare al lavoro; all’arco penseran gli uomini

tutti, e io sopra tutti; mio qui in casa è il comando.»
Il simbolo delle donne virtuose è la conocchia, strumento per la filatura: la fedele Penelope tesse sua famosa tela seguendo l'esempio di Elena. Tra coloro che vengono maggiormente e meglio identificate durante la guerra di Troia vi sono alcuni personaggi femminili, come ad esempio Andromaca, a cui il marito Ettore devolve interamente i propri compiti e doveri nel momento in cui si appresta ad avviarsi incontro a morte certa nel combattimento che lo vedrà affrontare Achille e cadere sul campo.

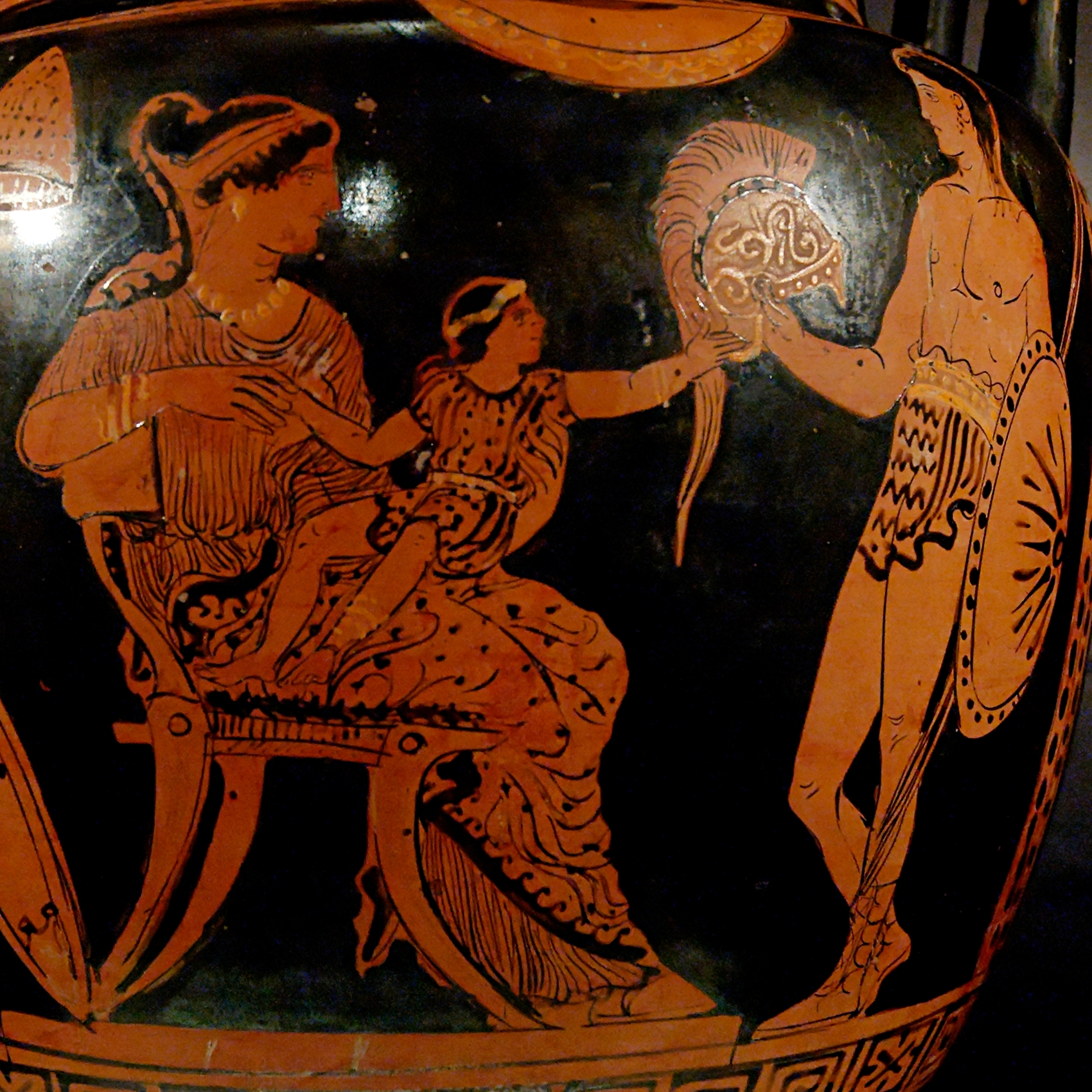
L'ultima visita di Ettore alla sua famiglia prima del suo duello con Achille: Astianatte, sulle ginocchia di Andromaca, allunga la mano a toccare il casco di suo padre. Apulo a figure rosse della colonna cratere, ca. 370-360 a.C.

Andromaca ritorna all'interno della reggia ad accogliere ed assistere gli ospiti, così come fa Arete con Ulisse o Policaste, la figlia di Nestore, nei confronti dell'adolescente Telemaco; devono infine gestire e prendersi cura delle risorse disponibili: quando Ulisse parte alla volta di Troia, Penelope tiene al sicuro presso di sé le chiavi del tesoro di famiglia.
Intorno alla moglie legittima gravita, oltre alle eventuali concubine, anche un'innumerevole schiera di servitrici che sta a completa disposizione della padrona di casa; così, alla fine dell'Odissea, Ulisse uccide anche le serve che si erano dimostrate infedeli divenendo le amanti dei pretendenti, i Proci, tradendo quindi la fiducia che la regina riponeva in loro (vedi fra tutte Melanto). Serve ed ancelle aiutano le mogli nel lavoro domestico e sono costantemente sorvegliate da un intendente, personaggio centrale dell'oikos.
La nutrice viene poi ad occupare anch'essa un posto importante nell'economia domestica, testimoniato dal ruolo svolto dall'anziana Euriclea, madre putativa del re Ulisse, e dopo di lui dello stesso suo figlio primogenito Telemaco, acquistata al prezzo di venti buoi da Laerte in giovanissima età e che egli onorò "come fosse sua moglie".
Le concubine sono invece generalmente delle prigioniere di guerra assegnate come parte del bottino da donare al guerriero vincitore, fungendo anche come doni personali del re ai suoi più fedeli collaboratori, come accade per Briseide e Criseide. Quando Troia è presa, dopo essere stata data alle fiamme a seguito dello stratagemma del cavallo ideato da Ulisse, la moglie e le figlie di Priamo divengono dei trofei da esibire per i vincitori Achei. Qui le donne, in conclusione, indipendentemente dal loro status rimangono nella stragrande maggioranza dei casi interamente soggette agli uomini, siano essi i mariti, i padri o, come nel caso di Penelope, suo figlio Telemaco.

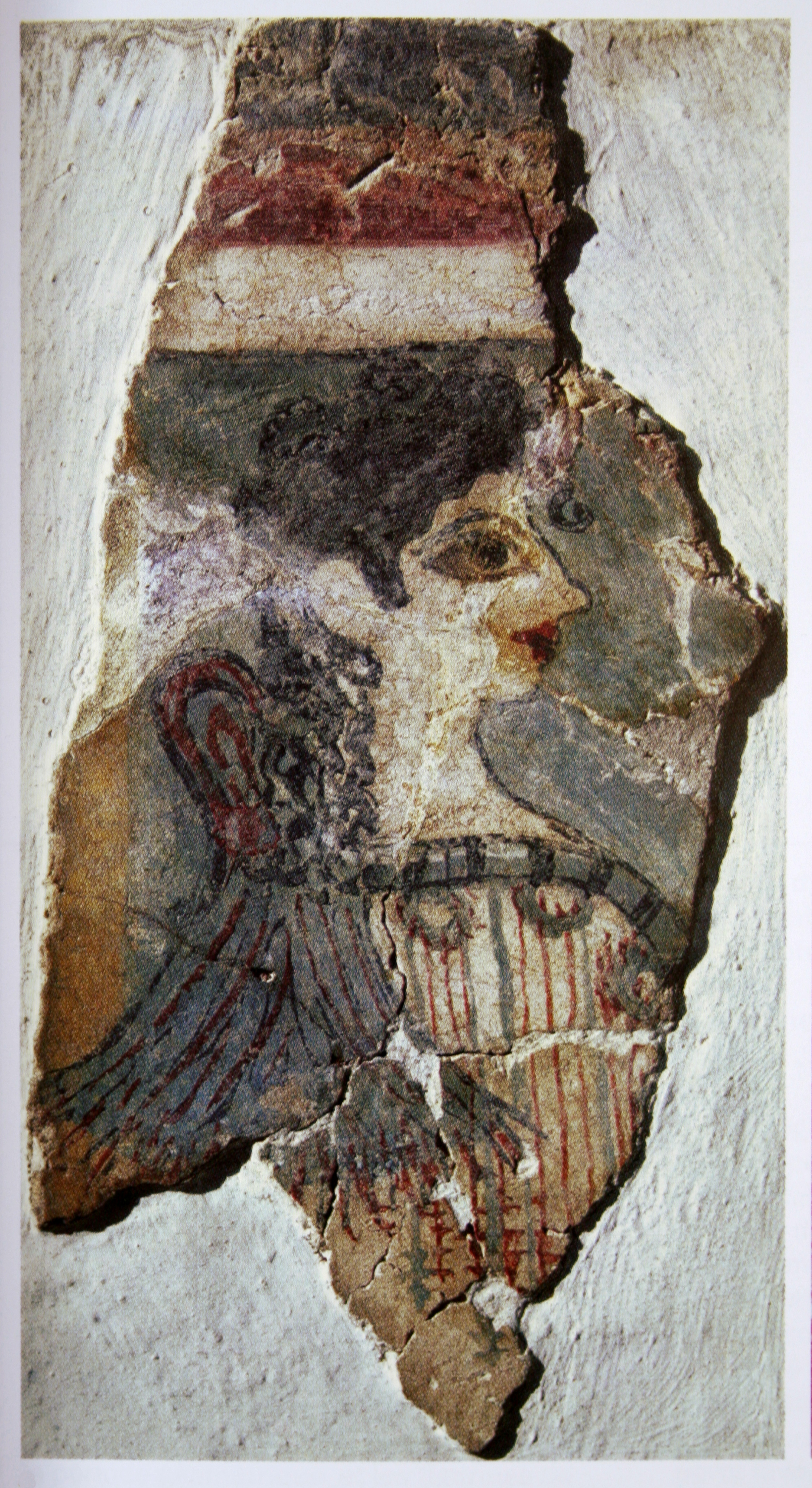
affresco de "la parisienne", palazzo di Cnosso.

## Età del bronzo
Nella vita di tutti i giorni della tarda età del bronzo (1.500-1.200 a.C.) le donne reali e gli schiavi erano impegnati in compiti simili, mentre la distinzione tra uomini liberi e schiavi era marcata da una forma maggiormente definita: gli uomini liberi potevano perseguire gli stessi compiti degli schiavi, ma solo gli uomini liberi potevano portare le armi e difendere le loro città.
Le funzioni delle donne ruotavano essenzialmente intorno alla casa. L'epiteto omerico di "braccia bianche" e gli affreschi di quest'epoca ci mostrano le donne con la pelle bianca e gli uomini abbronzati; ciò verrebbe a testimoniare che il lavoro delle donne era principalmente orientato al chiuso, in luoghi protetti. La padrona di casa era quella che si prendeva cura della famiglia e dell'abitazione; le case di Alcinoo e Ulisse avevano molti schiavi: tutti i cibi venivano preparati in casa dagli schiavi e serviti da loro.
Gli abiti erano confezionati dall'inizio alla fine entro le mura domestiche, e in questo compito erano le donne reali ad esserne più coinvolte, ma ciò accadeva anche tra gli immortali (a quel che ne dicono i miti) e tra gli schiavi. Le donne mature avrebbero potuto sedersi accanto al fuoco per dare il via alla loro opera di filatura e tessitura; il focolare era situato al centro della camera principale della casa. Il fatto che Omero mostri Elena, Penelope o Arete sedute accanto al fuoco significa che una donna era pienamente consapevole di tutto ciò che accadeva attorno a lei, in quanto si trovava esattamente al centro, nella miglior posizione possibile d'osservazione: era comune anche trovare una donna impegnata nella tessitura mentre intratteneva gli ospiti.

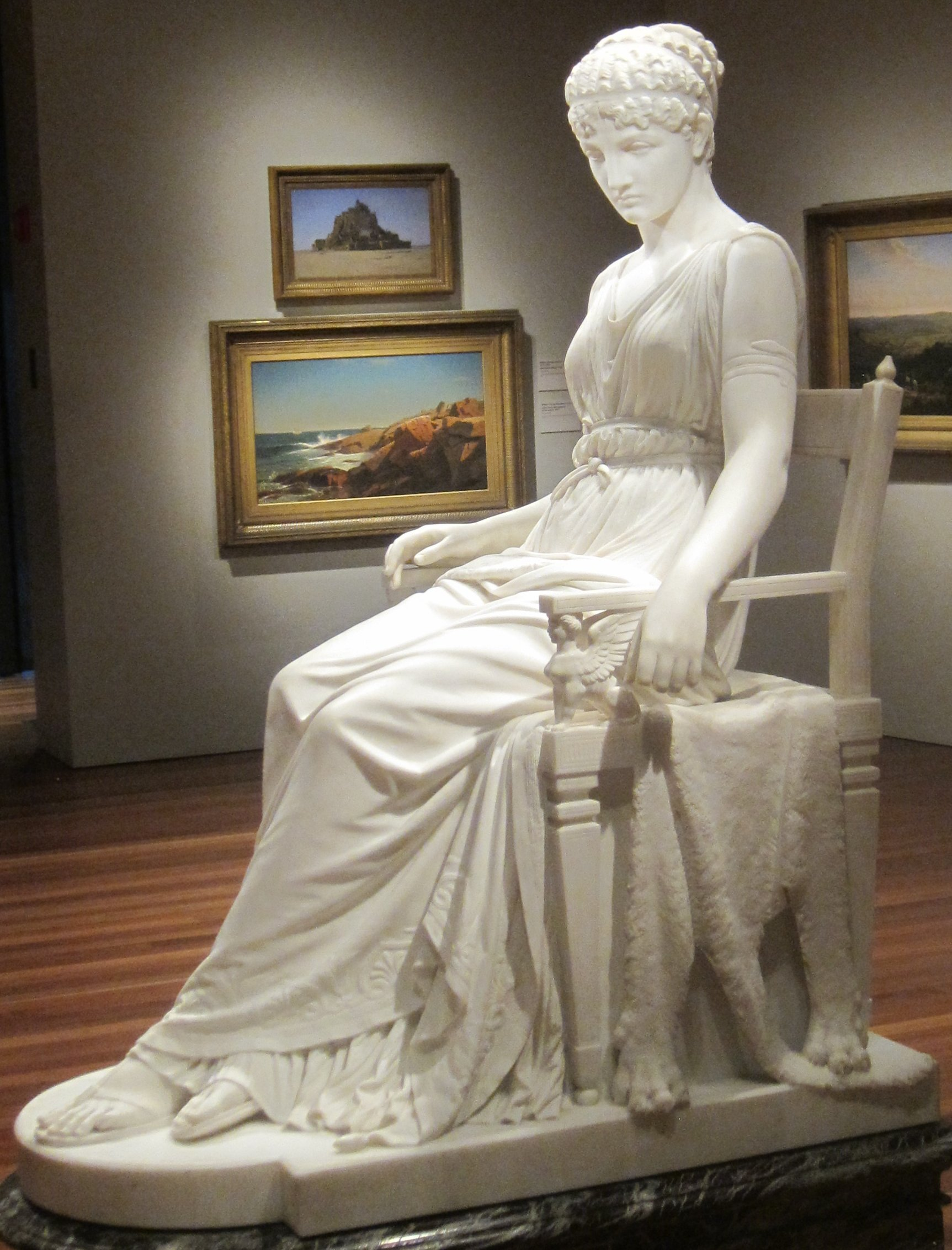
Penelope (1896), di Franklin Simmons. Marmo conservato al "De Young Museum" di San Francisco.

In alcuni esempi, questa tessitura incessante acquista un significato magico: le donne tracciano così il destino degli uomini: Arete, anche se era una regina, ha riconosciuto che il vestito che indossava Ulisse era stato preparato in casa. L'episodio in cui si trova coinvolta da protagonista Nausicaa dimostra che anche una principessa credeva fermamente che l'impegno di lavare i panni era sia un obbligo che una realizzazione degna di lode.

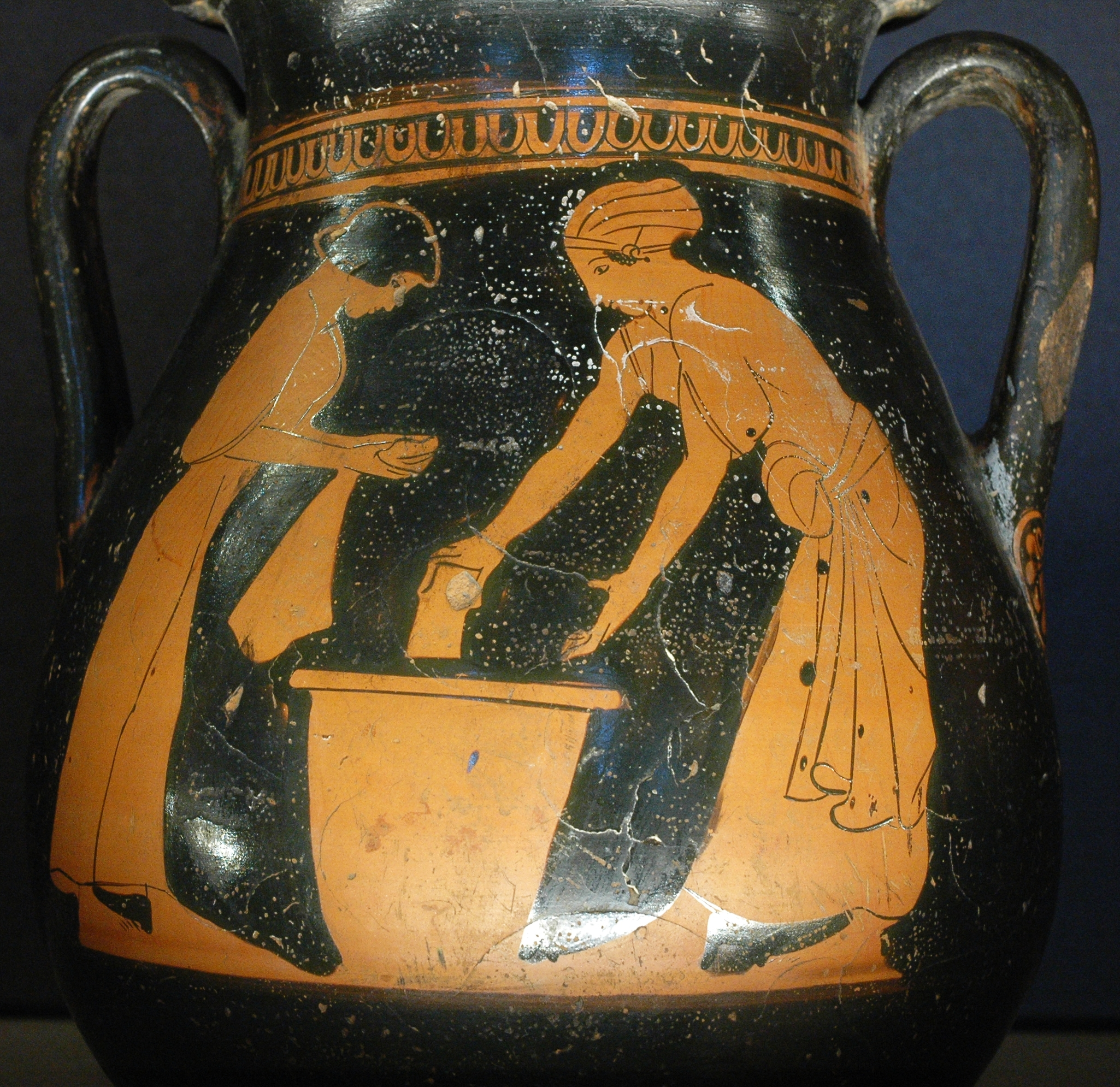
Donne che lavano i panni. Pelike attico a figure rosse (470-60 ca), conservato al museo del Louvre.

Le donne erano anche responsabili per il bagno e l'unzione con oli profumati degli uomini. Omero è molto esplicito a tale riguardo, dal momento che questo compito non viene mai riservato agli schiavi, ma neppure a quelle donne che come Calipso avevano avuto una qualche intimità fisica con l'uomo a cui avrebbero dovuto fare il bagno: è la giovane e ancora virginale Policasta, figlia di Nestore, colei che prepara il bagno per il poco più che adolescente Telemaco e poi gli fa un massaggio con olio di oliva, mentre dal canto suo Elena riferisce che quando si trovava a Troia era stata lei stessa a lavare e poi ungere Ulisse, intrufolatosi di nascosto in città.
Ma altre fonti storiche ci vengono a rivelare notizie sui compiti e sulle faccende a cui erano solite dedicarsi le donne di quel tempo; tavolette provenienti da Pilo e scritte in lineare B, indicano alcuni tra i compiti assegnati alle donne, come quello di procurare l'acqua e preparare i bagni, oltre alle già citate filatura e tessitura, ma anche la macinazione del grano e la sua raccolta. Dicono anche che la dieta dell'uomo era due volte e mezzo superiore a quello delle donne.
Rispetto alla letteratura greca più tarda, la poesia epica dà un'impressione generale affascinante della vita delle donne; avrebbero dovuto mantenersi modesto, certamente, ma di sicuro non in uno stato di stretta clausura. Andromaca ed Elena camminato liberamente per le strade di Troia, ma sempre sotto scorta, e le donne che appaiono davanti allo scudo di Achille per aiutare a difendere le mura della città danno una sensazione di ampia autonomia; ma si parla pure di appuntamenti ed incontri amorosi tra "garzoni e fanciulle" che avvengono al di fuori delle mura cittadine.
Molte donne, soprattutto Elena, Arete e Penelope, potevano rimanere nelle sale pubbliche in presenza di ospiti di sesso maschile, senza dare alcuno scandalo. Infine non solo le concubine, ma anche le legittime mogli potevano essere considerate assai desiderabili, ed in questo vi è ancora un'assai scarsa influenza della misoginia che emerge dalle successive opere letterarie.

Affresco di donna micenea, 1.300 a.C. circa

## Medioevo ellenico ed età arcaica

### Evidenze archeologiche
La principale fonte di conoscenza delle donne durante il Medioevo ellenico e la prima età arcaica, precedentemente alla codifica delle leggi civili, è l'archeologia, in particolare il materiale rinvenuto nelle sepolture femminili e le loro immagini e raffigurazioni nella ceramica greca.
I rispettivi ruoli sessuali erano già ben affermati nell'Atene medioevale. Tanto i familiari che portavano i propri doni alle tombe delle loro care defunte, quanto gli artigiani che disegnavano tutti gli elementi che poi dovevano adornare i sepolcri, erano consapevoli del fatto che, a partire dalle iscrizioni ma non solo, tutto doveva dare un'indicazione precisa sul sesso del defunto. 

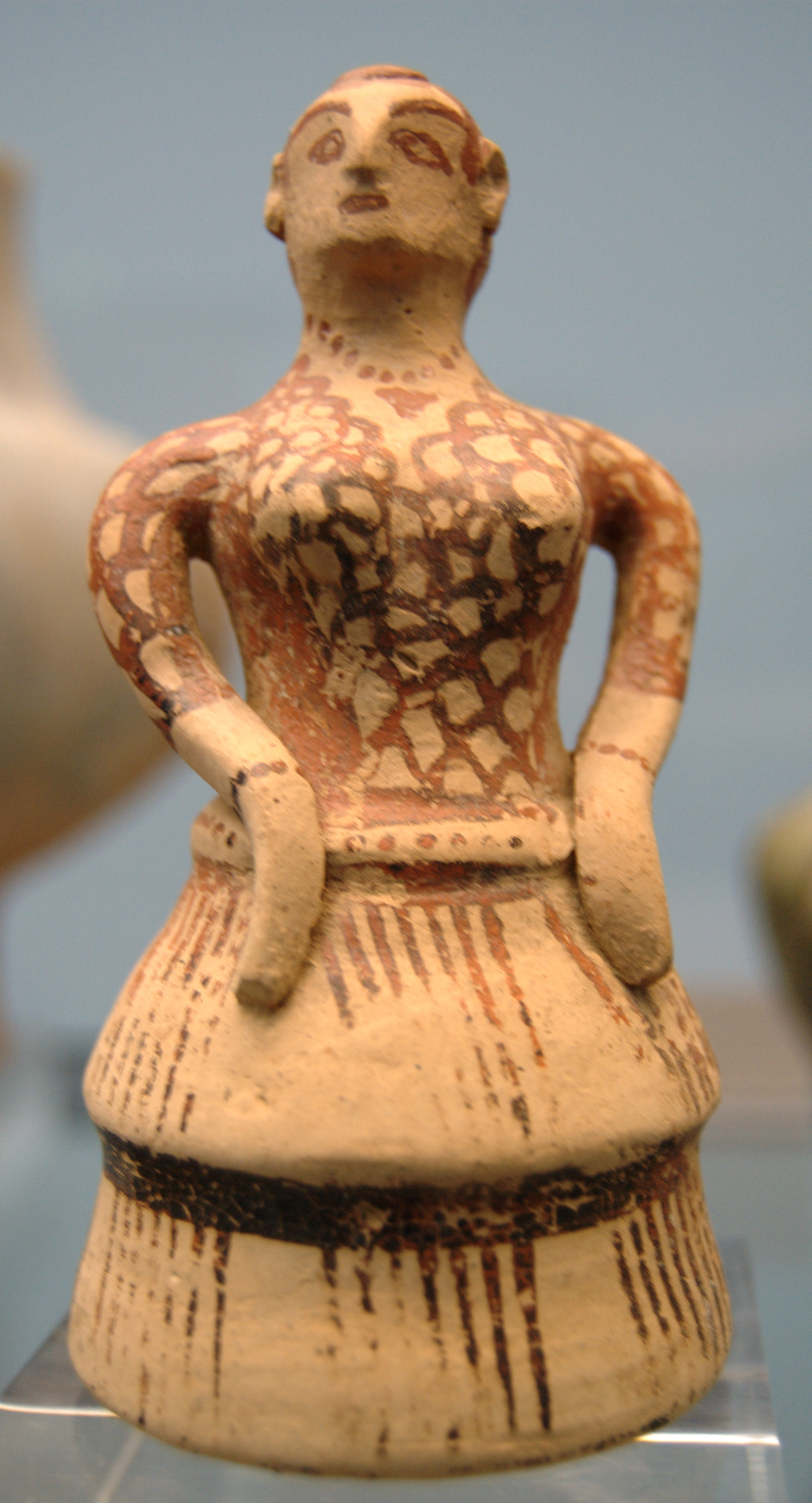
Donna vestita alla cretese: abito con maniche e gonna a balze, treccia, orecchini, bracciali e collana. Terracotta proveniente dal territorio spartano (1400 a.C.)

Il sesso creava una differenziazione in diversi modi. Nel periodo corrispondente alla ceramica protogeometrica (tra il 1000 e il 900 a.C. circa), le sepolture di uomini e donne che si trovavano nella regione dell'Attica si diversificavano per le forme delle anfore al cui interno erano state deposte le ceneri o che servivano per "marcare" le tombe: le sepolture dei maschi solevano essere associate con anfore che avevano le maniglie sul collo, mentre quelle destinate alle donne avevano le maniglie sul ventre, in orizzontale e posizionate nella parte più larga del vaso stesso. Ora, le anfore con maniglie nella parte più larga erano quelle utilizzati per trasportare l'acqua, un compito tradizionalmente svolto dalle donne.

### Donne e colonizzazione
Il periodo arcaico vede i greci, vincolati dalla ristrettezza delle loro terre, lanciarsi in un grande movimento di colonizzazione greca. Nella maggior parte dei casi i coloni sono solo gli uomini, mentre era la popolazione indigena a dover fornire loro le mogli. È il metodo tradizionale di matrimonio per rapimento. Erodoto riferisce che i coloni ateniesi fondatori di Mileto in Caria attaccarono gli indigeni, presero come prigioniere le donne dopo aver ucciso tutti gli uomini. Ma, per vendicarsi degli attaccanti, ecco che le donne carie giurato di non pranzare mai con i loro nuovi sposi e di non chiamarli affettuosamente col nome proprio per alcuna ragione.

### Matrimonio e tirannide
Il matrimonio come mezzo primario per stabilire alleanze politiche trova il suo periodo di massimo splendore a partire dalla seconda metà del VII secolo a.C., quando molte tra città greche sono governate da un tiranno. In rottura con il precedente modello feudale, la tirannide s'appoggia largamente a questo mezzo per consolidare il proprio potere. Così l'ateniese Pisistrato si è ritrovato sposato per ben tre volte: la prima con un'anonima ateniese; la seconda con una donna matura di Argo; la terza con la figlia del suo avversario Megacle, della potente famiglia degli Alcmeonidi. Alla fine del V secolo a.C. Dionisio I di Siracusa, rimasto vedovo della prima moglie, raddoppia il vantaggio del suo nuovo matrimonio contraendo due alleanze contemporaneamente con un doppio sposalizio: le due mogli sono figlie di importanti personalità della regione, di Locri e della stessa Siracusa.
Le figlie dei tiranni potevano servire per il medesimo proposito: le famiglie aristocratiche in lizza per la sua mano. Quando Clistene di Sicione all'inizio del VI secolo a.C. governa Sicione, la figlia Aragisté si ritrova presto ad avere ben tredici pretendenti, tutti discendenti delle grandi famiglie di dodici città diverse. Per un anno intero i pretendenti vissero nel palazzo di Clistene, mantenuti esattamente come accadde ai pretendenti di Penelope. I tiranni hanno poi anche fatto ricorso alla pratica dell'endogamia, questo in mancanza di buoni giochi per le figlie. Dionisio ha fatto sposare uno dei suoi figli con la propria sorella, mentre uno dei suoi fratelli sposò la nipote.

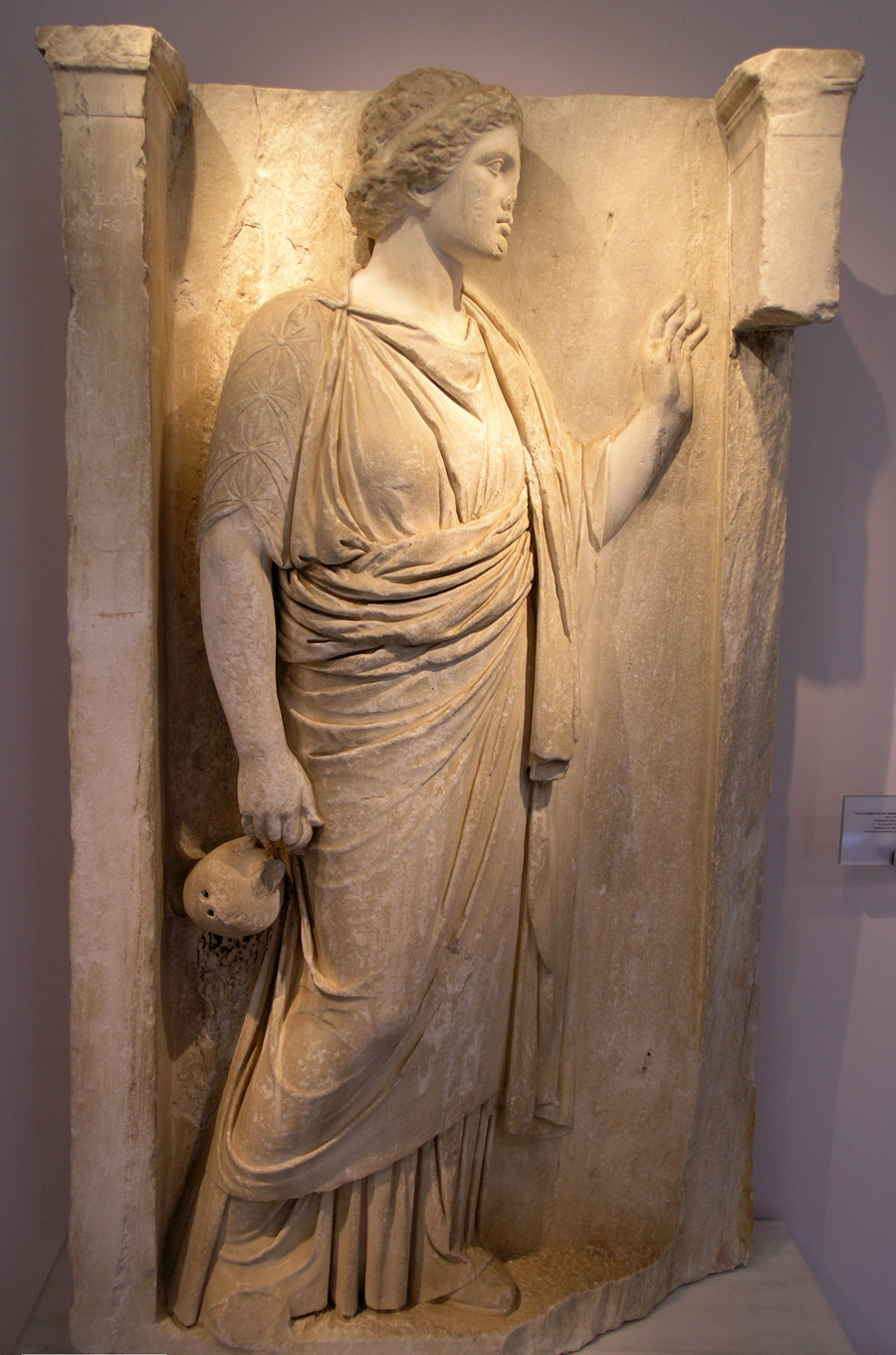
Stele funeraria con "hydriaphoros" (donna che porta acqua in una processione religiosa). Scolpita verso il 350 aC, poi riutilizzata nel muro di recinzione dell'Hekateion, costruito in epoca romana.

### Il caso di Gortina
Gortina era una piccola città di Creta, che aveva un ruolo tutt'altro che importante nel giro dei giochi politici dell'antica Grecia. Tuttavia, essa ha tramandato ai posteri tre frammenti di pietra con iscrizioni che costituiscono quello che è stato chiamato il codice o le leggi di Gortina, che si compone di sette capitoli di diritto privato, principalmente incentrati sul diritto di famiglia.
Come accade in altre città greche, anche le donne di Gortina mantenevano uno status "naturalmente" inferiore a quello degli uomini; si trovavano difatti sotto la tutela permanente di un maschio di famiglia e che poteva a seconda dei casi trattarsi del padre, del fratello o del marito. Se era protetta contro la violenza sessuale, la legge però pare non distinguerla dall'opera di seduzione. Il matrimonio era essenzialmente l'unione di due famiglie o stirpi: il tutore aveva il diritto di dare la propria protetta in matrimonio a suo libero arbitrio. Quando la moglie dava alla luce i suoi figli, il marito prendeva la decisione se mantenerli o di farli esporre perché morissero e nessuno poteva impedirglielo.
Tuttavia, le donne hanno goduto a Gortina di una gamma molto più ampia di possibilità di quante ne fossero a loro disponibili in altre città; potevano ad esempio avere una proprietà, sia mobile che immobile. Arricchivano direttamente la loro dote ricevendo metà di ogni parte di eredità consegnata ai parenti di sesso maschile, ciò al di fuori degli eventuali oggetti per il miglioramento della casa e che potevano costituire mobilia, abbigliamento o attrezzatura agricola. Erano inoltre libere di disporre delle loro proprietà, per cui né il marito né i suoi figli potevano avere alcun diritto di prelievo. In caso di divorzio o vedovanza, la dote le apparteneva e poteva liberamente utilizzarla per risposarsi; in cambio sembra certo che la donna non gestisse autonomamente il suo patrimonio. In caso di separazione dal legittimo sposo infine, il marito avrebbe mantenuto la metà dei ricavi della dote, anche se la colpa della rottura fosse stata sua.
La figlia, se rimasta orfana e senza alcun fratello, diventava ereditiera ed aveva così la facoltà di patrôïôkos (dalla lingua greca τὰ πατρῷα, tà patrỗia, "diritto dei genitori"), di rifiutare cioè colui che normalmente avrebbe dovuto essere costretta a sposare, vale a dire il parente più prossimo: in assenza di un parente stretto, o in caso di rifiuto di quest'ultimo, ella era libera di sposare chiunque avesse voluto e scelto da sola. Se invece era già stata sposata, la situazione variava se vi fossero stati dei bambini: in breve, dal momento che aveva già i figli che potevano ricevere l'eredità da sua madre, lei era lasciata in uno stato di relativa autonomia, una situazione che contrastava con quella dell'epikleros ateniese.

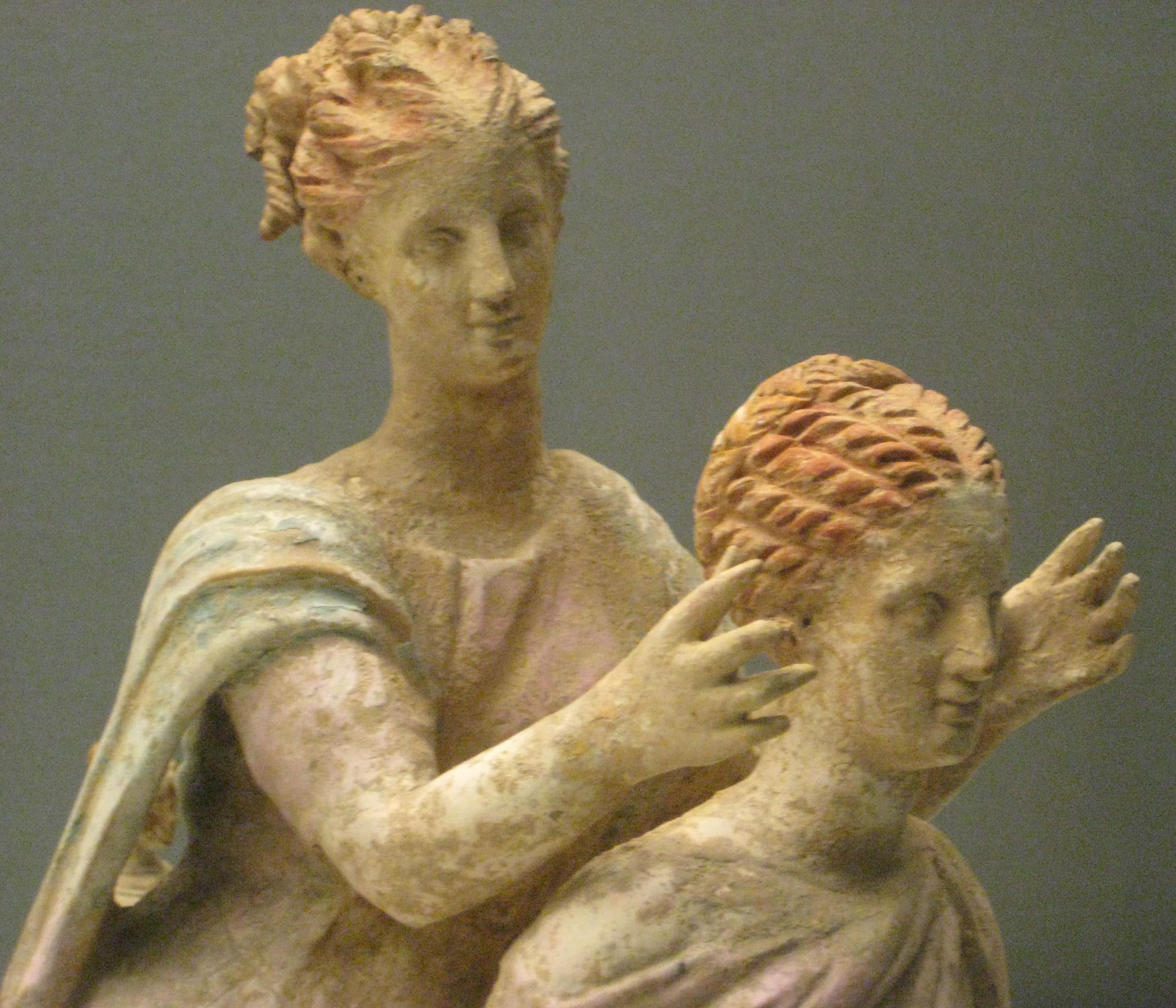
Scultura greca raffigurante due donne corinzie (300 a.C. circa), conservata all'Allard Pierson Museum.

## Periodo classico

### Ad Atene
Atene è la principale fonte di informazioni sulle donne in Grecia. È difficile sapere dove le caratteristiche descritte per le donne ateniesi possano essere applicate con validità anche ad altre città greche.
Le donne ateniesi potevano, questo in special modo durante il periodo classico (tra il V e il IV secolo a.C.) - entrare temporaneamente nel mondo lavorativo attraverso contratti stipulati per un valore che però doveva mantenersi rigorosamente inferiore a quello di un "medimnos di orzo" (una misura di grano): ciò permetteva alle donne di impegnarsi in piccoli commerci, perlopiù da svolgersi al mercato cittadino.
Gli schiavi, come le donne, non erano eleggibili per la piena cittadinanza ad Atene, anche se in rarissime circostanze potevano diventare cittadini, se liberati. L'unico ostacolo permanente alla cittadinanza e alla conquista a pieno titolo dei diritti politici e civili, nell'antica Atene, era quindi il genere sessuale di appartenenza: per destino di nascita le femmine risultavano essere inferiori ai maschi, e sempre lo rimasero per tutto il corso della storia antica di Atene. Nessuna donna è mai riuscita ad acquisire la cittadinanza, è sempre stata esclusa, sia in linea di principio che nella pratica, dalla democrazia ateniese.

#### Figlie e mogli dei cittadini
La donna ateniese era un'eterna minorenne, che non aveva alcun diritto né legale né politico. Tutta la sua vita era quella di rimanere sotto l'autorità di un tutore (in lingua greca κύριος-kýrios): prima il padre, poi il marito, il figlio maggiorenne se era una vedova, o il parente maschio più prossimo.
Nell'antica Atene le donne non ebbero mai una personalità giuridica; passavano difatti direttamente dalla casa paterna di nascita a far parte dell'oikos (nucleo familiare) guidato dal marito, suo unico signore e padrone. Fino al matrimonio, che avveniva generalmente durante adolescenza, le donne erano sotto la stretta tutela del padre o di un altro parente maschio; una volta sposata era il marito ad assumere la sua potestà. Le donne inoltre data l’impossibilità di condurre procedimenti giudiziari, se ve ne fosse stata la necessità era il kyrios che se ne sarebbe occupato per loro conto.

##### Stato
Le donne ateniesi si vedevano limitate anche nel diritto di proprietà e quello di cittadini a pieno titolo; pertanto, non sono mai state considerate come autentiche appartenenti alla comunità sociale-economica-politica: i diritti civili e i diritti politici erano infatti definiti in relazione alla proprietà e ai mezzi a disposizione per la vita. Tuttavia, le donne potevano acquisire alcuni diritti sulla proprietà attraverso doni, dote ed eredità, anche se i suoi rispettivi kyrios mantenevano il pieno diritto di disporre e controllare ogni proprietà della moglie.
Il matrimonio in genere si verificava tra i 15 e i 18 anni e si trattava di un atto privato quasi identificabile come un contratto tra due famiglie: è interessante notare che il greco non ha alcuna parola specifica per definire il matrimonio. Si parla di ἐγγύη- engýē
, letteralmente di "garanzia", una specie di fideiussione: rappresenta cioè l'atto con cui il padrone di casa ha dato la figlia in concessione ad un altro uomo. La città non assisteva civilmente o registrava in alcun modo questo evento, pertanto non era neppure conferito alle donne nessuno status civile. Esso era quindi una semplice convivenza sotto lo stesso tetto. La coabitazione veniva immediatamente seguita dall'engýē. Tuttavia, accade che l'engýē si verifichi quando la ragazza era ancora una bambina, con la convivenza che si verifica solo più tardi. In generale, la donna non aveva alcuna parola da dire in proposito al suo futuro matrimonio.

##### Dote, divorzio, matrimonio e adulterio
Sposandosi, con la sua stessa persona la giovane donna portava all'interno della nuova famiglia anche la sua dote, consistente generalmente in una somma di denaro. La dote non diventava con questo contratto di proprietà esclusiva del marito, in quanto se la moglie fosse morta senza figli - o in caso di divorzio consensuale - essa doveva essere restituita alla famiglia di lei. Quando la somma era importante, i tutori della casata venivano spesso protetti da una speciale ipoteca, l'ἀποτίμημα-apotímēma: un bene immobile rimaneva impegnato come contropartita, impegno che si materializzava con un ὅρος-hóros, pietra di confine o di segnalazione. La mancanza di rimborso della dote faceva acquisire la terra ipotecata alla famiglia di lei.
Normalmente non veniva consentito il divorzio avviato dalla moglie: solo il tutore di lei difatti, quindi il marito stesso, poteva chiedere la risoluzione del contratto. Tuttavia, alcuni esempi ci dimostrano che esso venisse praticano in alcun casi anche dalle donne: la moglie di Alcibiade, Ipparete, presentò istanza di divorzio comparendo di persona davanti all'arconte. Le osservazioni fatte a tal proposito da Plutarco suggeriscono che si trattasse di una procedura abbastanza normale. In "Contro Onétore" di Demostene è invece il fratello della moglie, il suo tutore precedente, ad introdurre istanza di divorzio.
Una rigorosa fedeltà è stata sempre richiesta da parte della moglie: il loro ruolo era unicamente quello di dare alla luce figli legittimi atti ad ereditare la proprietà dei genitori. Il marito che avesse sorpreso la moglie in atto di adulterio, aveva il diritto di uccidere il seduttore immediatamente, lì sul posto; la donna adultera invece poteva essere ripudiata: secondo alcuni autori, il marito beffato si sarebbe trovato obbligato a farlo sotto la pena di perdere i propri diritti civici.
Le Leggi di Dracone stabilivano che il reato di omicidio doveva essere riconosciuto da un tribunale; tuttavia vi era l'eccezione dell'"omicidio giusto" (φόνος δίκαιος, phónos díkaios), che riguardava il cosiddetto delitto d'onore: in caso di relazione extramatrimoniale della moglie, della figlia, della sorella, della madre o della concubina, al cittadino ateniese era consentito ucciderla, se colta in flagranza di reato. Con la sua orazione "Per l'uccisione di Eratostene", Lisia assunse la difesa del cittadino ateniese Eufileto, accusato di aver ucciso premeditatamente Eratostene di Oe; Lisia intendeva dimostrare la legittimità dell'omicidio presentandolo come un  caso di "φόνος δίκαιος" (phónos díkaios), sostenendo che Eufileto avesse ucciso Eratostene perché quest'ultimo intratteneva una relazione adulterina con sua moglie.
Invece il marito non era soggetto a questa restrizione: poteva liberamente utilizzare i servizi di un'etera o introdurre nella casa coniugale una concubina (dalla lingua greca παλλακή-pallakế) - spesso una schiava - ma che in alcuni casi poteva anche essere la figlia di un cittadino ridottosi in povertà.

##### Un caso particolare: la figlia-epikleros
La giovane donna denominata épiclera (ἐπίκληρος - epíkleros è il termine usato ad Atene e in altre città-stato greche per indicare l'erede femmina di un padre che, al momento della sua morte, non lasciò figli maschi) era l'unica discendente di suo padre, non avendo fratelli o discendenti di fratelli in grado di ereditare. Secondo la legge ateniese non poteva lo stesso autonomamente ereditare, ma era comunque "legata (ἐπι) all'eredità (κλῆρος)": di conseguenza, avrebbe dovuto unirsi in matrimonio con il suo parente più prossimo; attraverso di esso la proprietà della famiglia passava pertanto al marito, poi ai suoi figli e ai nipoti del defunto.
Questo principio relativamente semplice è stato però all'origine di casi anche assai complicati, quindi non vi sono informazioni precise e sicure al riguardo: in tal modo, se la figlia epikleros era sposata al momento della morte del padre, si ignora, venendo lasciata in sospeso la questione, se il parente a lei più vicino era in diritto di sciogliere il matrimonio precedente. Tuttavia, ci sono almeno due casi di parenti stretti che divorziarono dalle loro mogli precedenti per assumersi la cura - attraverso il nuovo matrimonio con le figlie épicleras - di queste giovani e soprattutto dei loro beni.

##### In città e in campagna
Le donne di buona famiglia erano principalmente tenute a mantenere l'oikos, l'assunzione del compito di curarsi dell'ambiente domestico. Essi passavano la maggior parte del proprio tempo limitate all'interno di un'area predisposta della casa, confinate nel gineceo, letteralmente le "stanze delle donne", circondate dalle loro ancelle. Si arrischiavano al di fuori del dominio familiare esclusivamente per svolgere le funzioni religiose.
Le donne dei villaggi di campagna erano invece di fatto molto più libere e autonome in quanto contribuivano attivamente al reddito familiare, vendendo le risorse che esse stesse aiutavano a produrre attraverso il lavoro agricolo o artigianale: olive, frutta e verdura, erbe aromatiche (Aristofane fa dire alla madre di Euripide d'essere una venditrice di cerfoglio), tessuti, ecc. Gli autori della commedia antica, così come gli oratori, attestano la vendita al dettaglio di oli profumati, pettini, piccoli gioielli o anche nastri da parte delle donne. Riuscivano pertanto a maneggiare anche notevoli quantità di denaro.

#### Meteci, schiave ed etere
Poco si sa delle donne dei meteci (μετοίκιον-metoíkion), tranne l'importo dell'imposta che le colpiva: per loro ammontava a sei dracme all'anno, rispetto alle dodici che dovevano essere pagate da un uomo. Molte di esse semplicemente arrivarono al seguito del marito arrivato ad Atene per impegni di lavoro o per seguire gli insegnamenti di un maestro di fama. Si può presumere che il loro modo di vita fosse del tutto simile a quello delle figlie e delle mogli dei cittadini.
Una minoranza composta da sole donne si trovava ad Atene, lì giunta per cercar fortuna. Le più povere, spesso finivano nel giro della prostituzione (dalla lingua greca πόρναι-pornai) rinchiuse nei bordelli del Pireo o all'interno della stessa città, in determinati quartieri o demi (come ad esempio quello del Ceramico); solo quelle che tra di loro erano più istruite potevano sperare di innalzarsi al livello di etera.
Le etere erano quasi le partner ufficiali di imprenditori e politici ateniesi; la più famosa di esse è stata Aspasia, nativa di Mileto: compagna e seconda moglie di Pericle, perché per essa l'importante uomo politico aveva abbandonato la moglie legittima. Bella ed intelligente, ebbe modo di ospitare nella propria dimora l'élite intellettuale del suo tempo - da Sofocle a Fidia, da Socrate al giovane Alcibiade - riuscendo a mettersi in una condizione di parità con gli uomini. Come rovescio della medaglia però, anche a causa delle molte invidie suscitate, fu uno dei bersagli preferiti degli autori di commedie, che la descrivono come una volgare ed intrigante responsabile di bordello.

### Sparta
Molto differente per la popolazione femminile era la situazione vigente nella militaresca Sparta; questa si distingue dalle altre città greche in quanto pone le donne quasi allo stesso livello degli uomini: tutti i cittadini, maschi e femmine indistintamente, erano difatti interamente soggetti alle direttive dello stato fin dal primo giorno della loro esistenza individuale, il tutto per la produzione di soldati vigorosi e disciplinati.

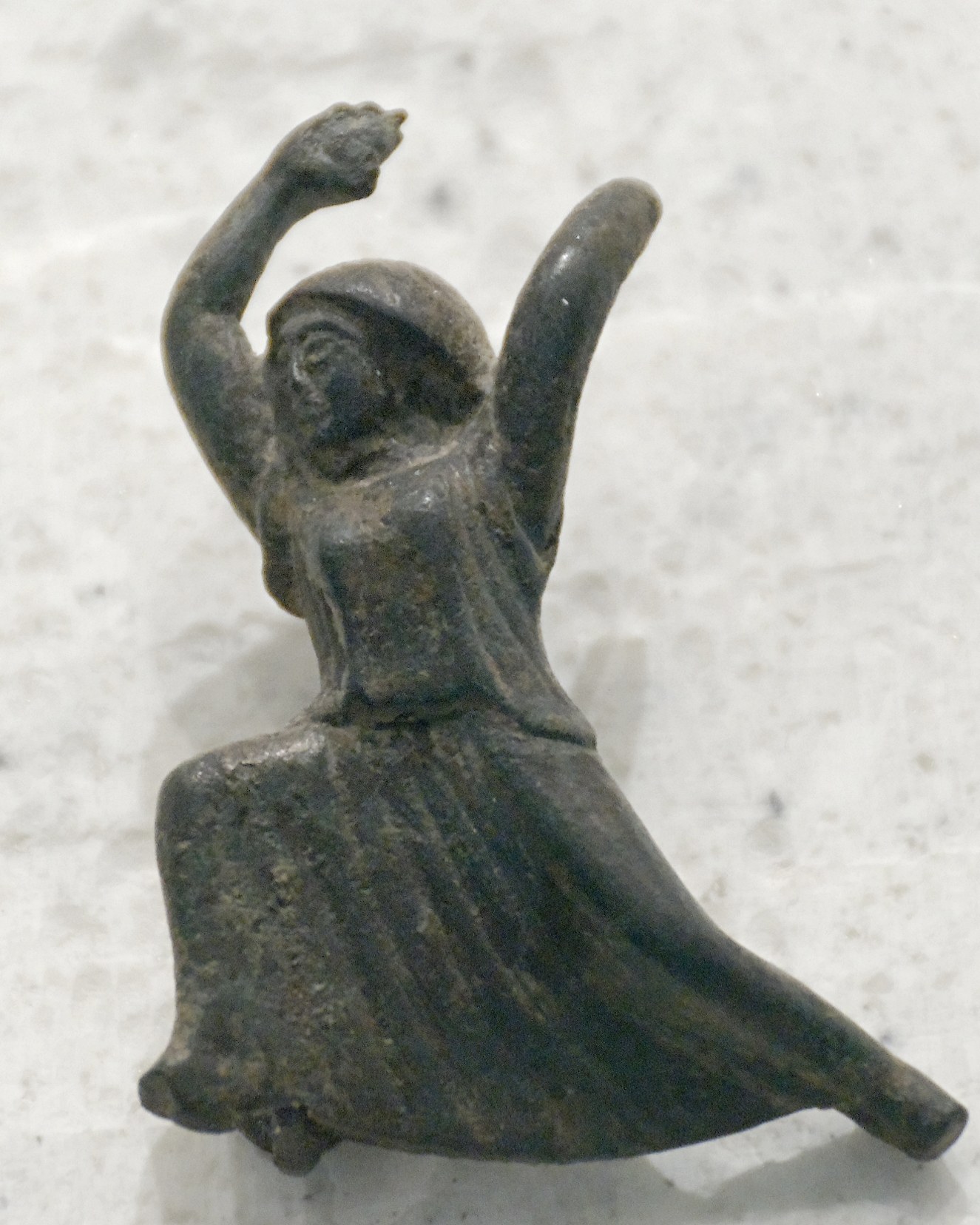
Figurina danzante di ragazza spartana. Bronzo in stile del Peloponneso, secondo quarto del V secolo a.C., conservato al museo del Louvre.

#### Formazione
Sparta ha avuto la particolarità di avere un sistema di istruzione obbligatoria per tutti e organizzata da parte dello Stato, che comprendeva i bambini di ambo i sessi. Lo scopo del sistema per i ragazzi era quello di produrre opliti disciplinati da inserire nelle file dell'esercito spartano, mentre per le ragazze era quello di diventare madri agili e vigorose, sane, forti e di costituzione robusta, nella speranza di avere figli altrettanto capaci e abili. 
I ragazzi e le ragazze ricevevano una formazione simile: iniziavano una certa pratica educativa a partire dall'età di 7 anni e che aveva termine solo dopo i 18 anni, all'incirca l'età in cui cominciavano a sposarsi. L'addestramento femminile era composto preminentemente da due livelli, uno ginnico e l'altro artistico: prima un allenamento fisico per rassodare il corpo; in secondo luogo la μουσική?mousikè, un termine che per i greci riuniva in sé danza, poesia, canto e musica. Erano incoraggiate quindi, oltre che allo studio di musica, danza e poesia, anche a mantenere le attività più sportive, quali l'equitazione e la lotta. Ragazze adolescenti hanno spesso partecipato anche alle Gimnopedie, la festività spartana dei "giovani nudi".
Le donne spartane, come accennato, molto raramente si sposavano prima dei 18-22 anni, diversamente a quanto si era in uso fare in molte altre poleis; a differenza delle altre cittadine greche (in primis ateniesi), che indossavano immancabilmente abiti lunghi che nascondevano interamente i loro corpi e che si vedevano raramente al di fuori delle mura abitative, le spartane indossavano invece abiti corti che tenevano scoperte le cosce ed erano libere di muoversi come meglio volevano, senza dover chiedere un preventivo permesso ad alcun uomo.

#### Matrimonio
Durante il periodo classico, vi furono a Sparta due sistemi di contatto matrimoniale e parzialmente in concorrenza tra loro: in primo luogo quello tradizionale, che era comune a tutte le città greche, per garantire la prosperità della linea di famiglia, la legittima discendenza. Il secondo si presentava invece con uno status idealmente egualitario e che aveva l'obiettivo primario di produrre ragazzi forti, figli maschi sani e robusti.
In questa seconda ottica, il matrimonio si verificava più tardi rispetto alle altre città greche: il marito poteva giungere ad avere circa 30 anni e la moglie mai meno di 18. Spesso le unioni erano predisposte tramite rapimento della sposa, dopo aver ottenuto il consenso del padre.
Le donne hanno sempre esercitato una forma di controllo notevole sul loro matrimonio. Se i mariti più anziani potevano essere incoraggiati a "prestare" le loro donne ancora giovani e forti ai guerrieri più valorosi (per generare così dei figli altrettanto forti); è sempre Plutarco a menzionare la notizia che le donne spartane a volte avessero un amante segreto, per far così in modo che il bambino nato potesse ereditare due lotti di terreno al posto di uno.

#### Status
Al contrario di quelle ateniesi, le donne spartane godevano di uno status, di un potere e di un rispetto che era completamente sconosciuto nel resto del mondo classico. Anche se rimanevano formalmente escluse dalla vita militare e politica, mantenevano un'assai alta considerazione agli occhi della comunità in quanto madri di valorosi guerrieri dell'esercito spartano.
Appena gli uomini partivano impegnati in attività militari, ecco che le donne prendevano ed assumevano su di sé l'intera responsabilità per la prosecuzione del buon andamento della casa, della famiglia, delle proprietà, dell'allevamento ed educazione dei figli più piccoli, avendo finanche potere assoluto sopra gli iloti che lavoravano per loro.
Poco dopo il IV secolo a.C. le donne spartane possedevano all'incirca tra il 35% e il 40% di tutte le terre dello Stato; queste erano loro esclusiva ed inalienabile proprietà. Nel corso del periodo ellenistico, alcune tra le persone più ricche di Sparta erano donne. Esse hanno sempre controllato direttamente le loro personali proprietà, così come prendevano l'amministrazione fiduciaria delle proprietà dei parenti maschi che si trovavano in quel momento assenti.

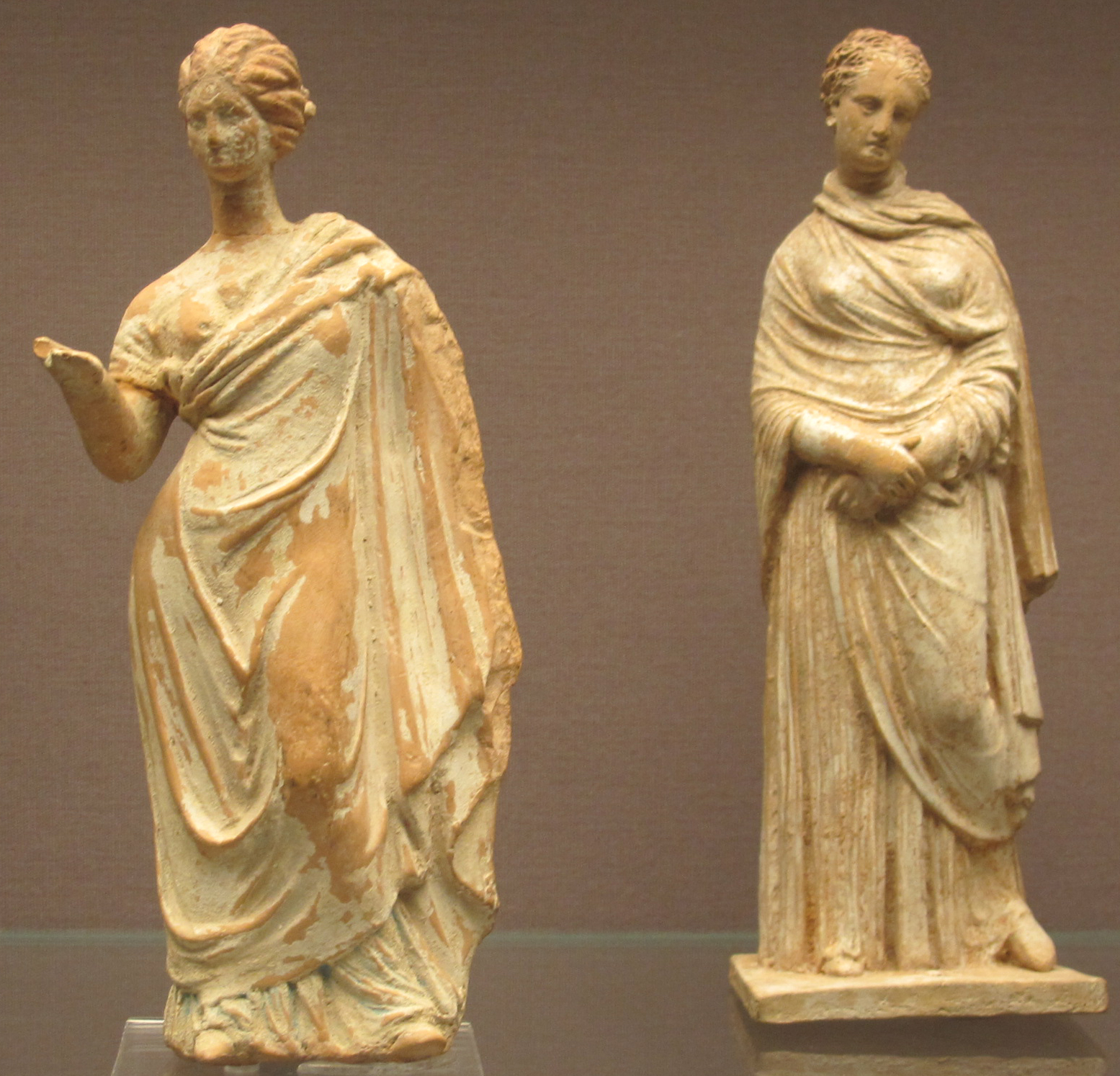
Figurine in terracotta di donne, proveniente da Tanagra o Corinto (300-250 a.C.)

### Sulla maniera antitetica di Atene e Sparta nel trattare le donne
Si è sostenuto in modo convincente, basandosi sui documenti e le leggi dei vari stati greci che, contrariamente alla nozione popolare accademica che fosse Sparta a trattare in una maniera insolitamente liberale le proprie donne, in realtà sembra essere invece il contrario; era Atene che trattava in una maniera insolitamente pregiudiziale la popolazione femminile, tenendole sempre nello status sociale più basso possibile.

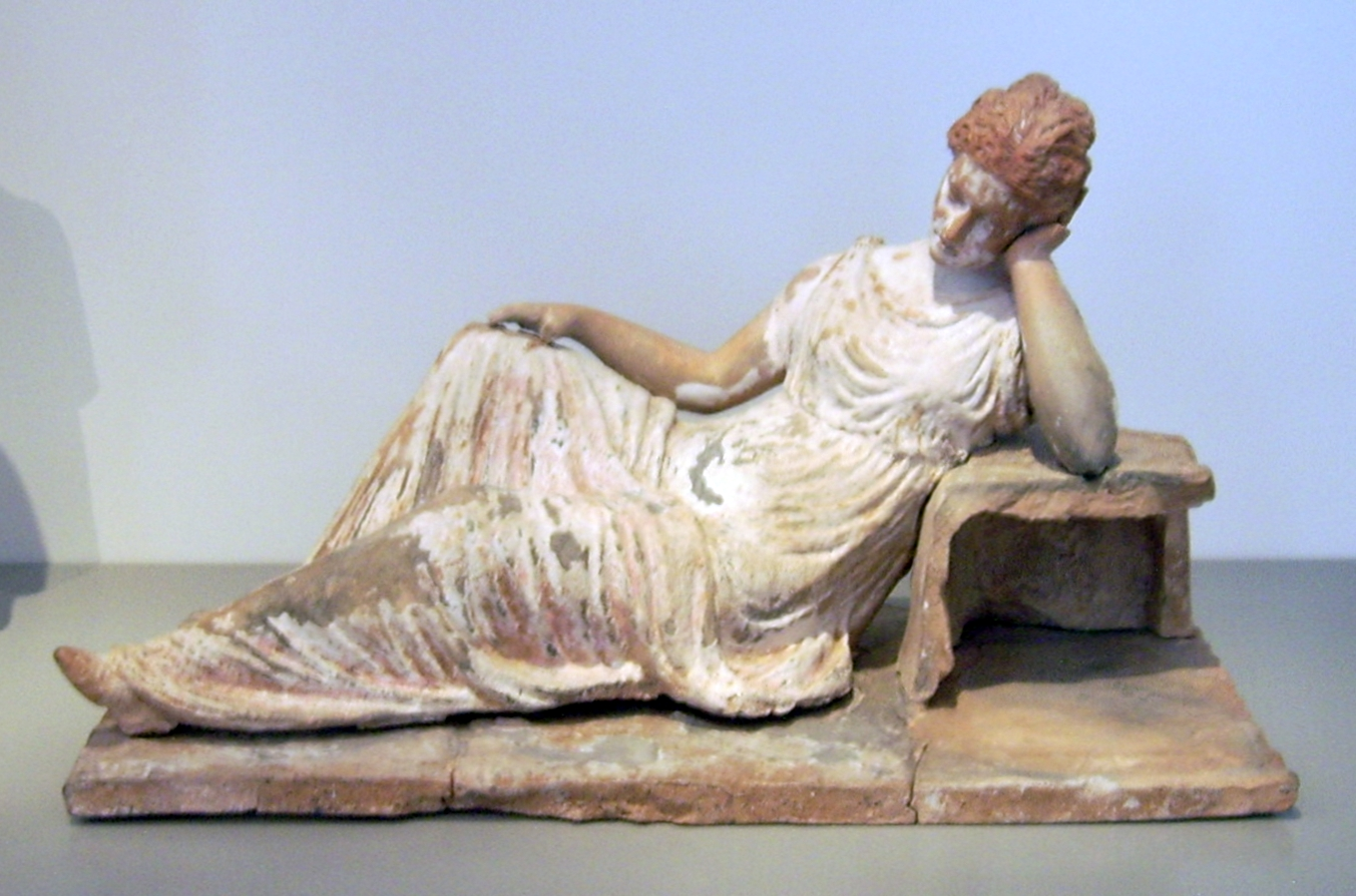
Figura di donna sdraiata del "tipo tanagrino".

Una delle probabili ragioni di ciò è che, proprio con la creazione del sistema democratico ateniese - che ha favorito in modo esponenziale i maschi adulti nati liberi - si sarebbe sviluppata un'ossessione tra la cittadinanza ateniese verso una sempre maggior limitazione delle attività autonome delle mogli fuori casa, in modo che essi non avessero alcun modo di mescolarsi con gli stranieri e gli schiavi. Gli antichi ateniesi temevano la possibilità di adulterio da parte delle donne, in quanto ciò avrebbe potuto portare ad un'incertezza circa la paternità effettiva dei figli; ora, secondo la legge, se non vi era la possibilità di stabilire con sicurezza la paternità, allora il bambino poteva anche rischiare di non essere riconosciuto come un cittadino. Così vediamo allora che il sistema patriarcale ateniese non era un aspetto naturale della prima società greca, ma piuttosto il risultato di ideologie sorte in un periodo relativamente tardo della sua storia.

#### Riflessioni filosofiche

##### Socrate

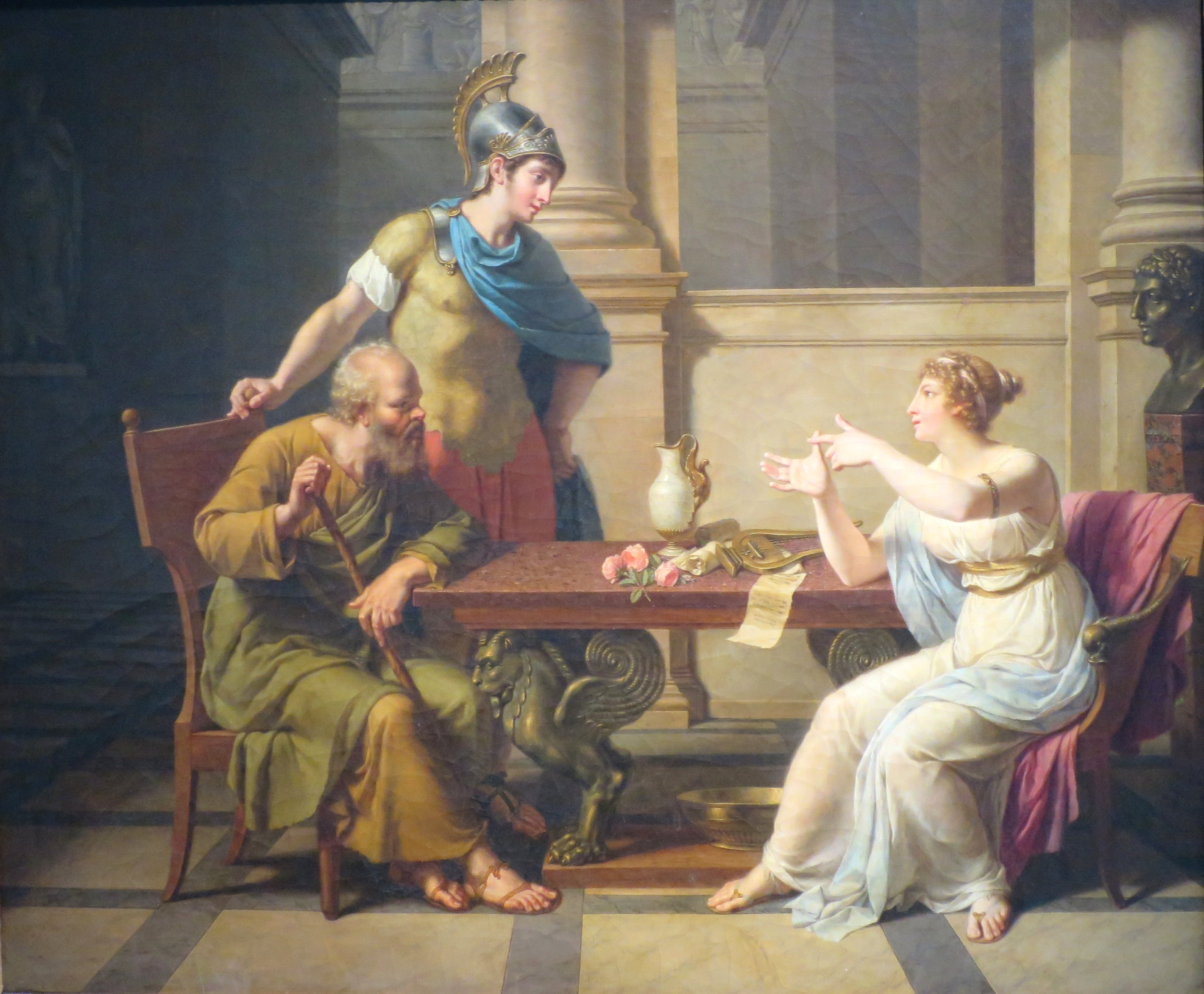
Aspasia conversa con Alcibiade e Socrate, dipinto di Nicolas André Monsiau.

Contrastanti appaiono i giudizi sulla figura femminile degli antichi filosofi greci. Scrive Eva Cantarella: «Socrate […] era particolarmente ben disposto verso le donne e non si limitava a riconoscere astrattamente le loro capacità, ma ascoltava i loro consigli giungendo ad ammettere senza difficoltà che alcune di esse avevano saggezza superiore alla sua.»
Secondo la tradizione si sosteneva addirittura che Socrate avesse elaborato il suo cosiddetto metodo "socratico" nel condurre il dialogo dalla frequentazione filosofica con Aspasia, concubina di Pericle, che adoperava con «rara maestria la tecnica del discorso».
Del resto Socrate, pur convinto, conformemente all'ambiente storico sociale del suo tempo, che non si potesse parlare di parità tra uomo e donna, sembrava tuttavia apprezzare le qualità del carattere femminile persino di sua moglie Santippe che egli si trovò spesso a difendere dagli stessi figli che mal sopportavano la severità della madre poiché, diceva loro che la di lei durezza era segno dell'amore verso di loro. Quando nel Simposio Aristippo gli chiede che cosa l'ha spinto ad unirsi con «la più bisbetica delle creature», Socrate, scherzando, osserva che per diventare buoni cavallerizzi bisogna esercitarsi con i cavalli più ribelli e non con i più docili, perché «se essi pervengono a domare tali cavalli, potranno governare facilmente gli altri.» Lo stesso Socrate però sembra apprezzare ben poco la presenza della moglie che manifesta tutto il suo dolore mentre egli attende l'esecuzione della condanna a morte ed anzi «... rivolgendosi a Critone: "Che qualcuno me la levi di torno e la riporti a casa". Alcuni servi di Critone, così, la condussero via, mentre lei continuava a smaniare e a battersi il petto.»
Dialogando nel Simposio lo stesso Socrate dubita che, come sostiene invece Senofonte, la natura stessa abbia segnato una differenza sostanziale nella struttura materiale del corpo femminile facendolo più debole rispetto a quello maschile; invece egli è convinto che ogni differenza di sesso sia ininfluente per sostenere una minorità femminile che potrebbe invece essere riportata all’«educazione» ricevuta dalla propria famiglia di origine e dal marito.

##### Platone
Platone ha riconosciuto che l'estensione dei diritti civili e politici alle donne avrebbe sostanzialmente modificato la natura della famiglia e dello Stato ma, rispetto alle posizioni ideologicamente avanzate riguardo alla condizione femminile espresse nella Repubblica, opera una forte attenuazione quando tratta nelle Leggi del governo della città-stato.
Platone nella Repubblica considera infatti la donna degna di ricoprire alte cariche nello Stato poiché l'unica differenza tra uomo e donna è la generazione dei figli e non ha importanza la minore forza fisica delle donne per le attività politiche e sociali e poiché «le facoltà sono state distribuite in maniera uniforme tra i due sessi, la donna è chiamata dalla natura a tutte le funzioni, proprio come l’uomo.» non esclusa l'arte della guerra per salvaguardare la città dai nemici. Resta però inteso che queste prerogative appartengono soltanto alle mogli delle classi dirigenti da cui sono state educate. Quando Platone si occupa nelle Leggi non più dello Stato "ideale" ma del governo di una città-stato storicamente realizzabile allora non mancherà la partecipazione femminile, poiché pur sempre «le donne costituiscono la metà della popolazione cittadina» e quindi occorre che «[…]la donna nella misura del possibile, condivida i lavori dell’uomo, sia nell'educazione, sia in tutto il resto» e quindi le donne potranno esercitare magistrature come ispettrici dei matrimoni, ispettrici dell’educazione infantile ma dovranno continuare a essere soprattutto casalinghe e non più esonerate dai lavori domestici come veniva descritto nella Repubblica.

##### Aristotele
Aristotele, che era stato allievo in gioventù dello stesso Platone, ha negato che le donne fossero assimilabili agli schiavi in quanto «oggetto di proprietà», sostenendo che vi è una «natura distinta tra l'essere femmina e l'essere schiavo», ma nonostante ciò egli ammetteva che le mogli potessero essere comprate alla stregua di schiavi e cavalli. Il filosofo stagirita ha anche sostenuto che la principale attività economica delle donne è quella di salvaguardare la proprietà di famiglia creata dagli uomini: il lavoro aggiuntivo delle donne nella proprietà non aveva però alcun valore od importanza fondamentale, perché «l'arte della gestione della casa non è identico né assimilabile con l'arte di creare la ricchezza in quanto l'uno usa il materiale che l'altro fornisce».
Nella Politica Aristotele scrive:
quindi 
l’intelligenza domina l’appetito con l’autorità dell’uomo di stato o del re, ed è chiaro in questi casi che è naturale e giovevole per il corpo essere soggetto all’anima, per la parte affettiva all’intelligenza e alla parte fornita di ragione, mentre una condizione di parità o inversa è nociva a tutti. Ora gli stessi rapporti esistono tra gli uomini e gli altri animali: gli animali domestici sono per natura migliori dei selvatici e a questi tutti è giovevole essere soggetti all’uomo, perché in tal modo hanno la loro sicurezza. Così pure nelle relazioni del maschio verso la femmina, l’uno è per natura superiore, l’altra inferiore, l’uno comanda, l’altra è comandata – ed è necessario che tra tutti gli uomini sia proprio in questo modo.»
Nella Historia animalium lo Stagirita sostiene che la riproduzione è comune ad entrambi i sessi: infatti «'...il maschio è portatore del principio del mutamento e della generazione...la femmina di quello della materia.» ma poiché «[…] la prima causa motrice cui appartengono l’essenza e la forma è migliore e più divina per natura della materia, il principio del mutamento, cui appartiene il maschio, è migliore e più divino della materia, a cui appartiene la femmina.»
Il caso di Sparta secondo Aristotele era un esempio di ginecocrazia e in quanto tale portatore di caos:
(ὥστʼ ἀναγκαῖον ἐν τῇ τοιαύτῃ πολιτείᾳ τιμᾶσθαι τὸν πλοῦτον, ἄλλως τε κἂν τύχωσι γυναικοκρατούμενοι, καθάπερ τὰ πολλὰ τῶν στρατιωτικῶν καὶ πολεμικῶν γενῶν, ἔξω Κελτῶν ἢ κἂν εἴ τινες ἕτεροι φανερῶς τετιμήκασι τὴν πρὸς τοὺς ἄρρενας συνουσίαν. (...) διὸ παρὰ τοῖς Λάκωσι τοῦθʼ ὑπῆρχεν, καὶ πολλὰ διῳκεῖτο ὑπὸ τῶν γυναικῶν ἐπὶ τῆς ἀρχῆς αὐτῶν. καίτοι τί διαφέρει γυναῖκας ἄρχειν ἢ τοὺς ἄρχοντας ὑπὸ τῶν γυναικῶν ἄρχεσθαι; ταὐτὸ γὰρ συμβαίνει. χρησίμου δʼ οὔσης τῆς θρασύτητος πρὸς οὐδὲν τῶν ἐγκυκλίων, ἀλλʼ εἴπερ, πρὸς τὸν πόλεμον, βλαβερώταται καὶ πρὸς ταῦθʼ αἱ τῶν Λακώνων ἦσαν. ἐδήλωσαν δʼ ἐπὶ τῆς τῶν Θηβαίων ἐμβολῆς· χρήσιμοι μὲν γὰρ οὐδὲν ἦσαν, ὥσπερ ἐν ἑτέραις πόλεσιν, θόρυβον δὲ παρεῖχον πλείω τῶν πολεμίων.)
Contrariamente a questi punti di vista, i maggiori filosofi esponenti dello stoicismo sostenevano la parità dei sessi, la disuguaglianza sessuale essendo, a loro avviso, in contrasto con le leggi della natura. In questo modo, seguivano di pari passo l'opinione del cinismo, i cui seguaci sostenevano che gli uomini e le donne avrebbero dovuto indossare lo stesso abbigliamento e ricevere lo stesso tipo di educazione; essi inoltre considerando il matrimonio come una compagnia morale reciproca tra eguali piuttosto che una necessità biologica o sociale, praticavano queste opinioni nella loro vita e nel loro insegnamento. Gli stoici che fecero propria la prospettica cinica, in aggiunta alle proprie teorie sulla natura umana, operarono per diffondere una tal idea, mettendo così il loro egualitarismo sessuale su una forte base filosofica.

## Periodo ellenistico

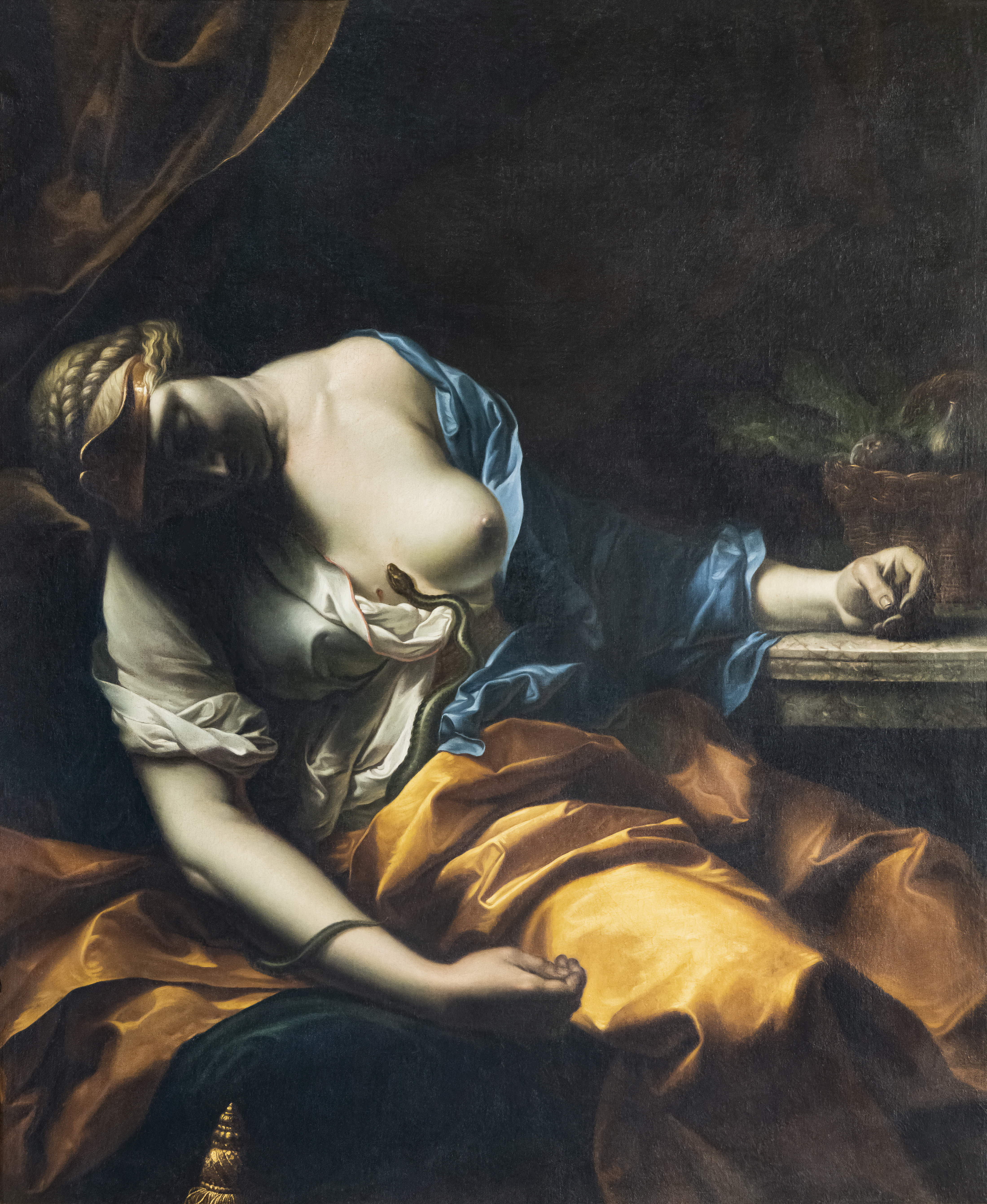
La morte di Cleopatra VII, ultima regina d'Egitto della dinastia tolemaica, di Antoine Rivalz.

La quantità di informazioni disponibili sulle donne nel periodo ellenistico è sorprendentemente vasta; una tale abbondanza può essere attribuita sia all'impatto di queste donne negli antichi scrittori, sia soprattutto dal fatto che loro stesse furono ampiamente coinvolte nelle attività politiche degli uomini.
L'azione delle donne nei confronti dello stato e dell'attività pubblica può essere visto anche nelle manifestazioni a cui parteciparono; alcune donne libere, anche se di status relativamente non elevato di nascita, hanno potuto raggiungere ed ottenere una grande influenza sulle questioni politiche ed economiche e, allo stesso tempo, diffondere le proprie opinioni sul matrimonio, il ruolo delle donne, l'istruzione e il comportamento nella vita privata.
L'esperienza delle donne ridotte in schiavitù, delle etere e delle sovrane, è stato raccolto e conservato in numerose creazioni culturali del periodo. Un calcolo attento delle rappresentazioni di donne nella scultura, nella commedia, nelle ceramiche dipinte e in altre forme d'arte mostra una maggiore attenzione nei confronti delle loro esperienze sessuali e della natura della loro vita quotidiana. I commenti dei filosofi, per lo più inclini a favorire la sopravvivenza dei ruoli tradizionali femminili, rivela che la posizione delle donne stata od era già rapidamente cambiata di fatto nella società di questo periodo.

### Mogli e madri dei conquistatori macedoni
L'improvvisa e quantomai repentina ed inaspettata morte di Alessandro Magno ha portato con sé un cinquantennio circa di guerre dei diadochi, cioè tra coloro che si consideravano come suoi legittimi successori, e la creazione di almeno tre dinastie macedoni, la dinastia antigonide nella Grecia ellenistica, la dinastia tolemaica in Egitto (vedi Storia dell'Egitto greco e romano) e la dinastia seleucide in Asia Minore e Vicino Oriente.
Tra le famiglie dominanti del regno di Macedonia, la relazione intercorrente tra madre e figlio poteva essere molto più forte e significativa di quella tra marito e moglie. Molti dei re di Macedonia si sono auto-permessi una forma di poligamia sia formale che informale, ragione per la quale sono sempre stati riluttanti a concedere ad una delle loro varie mogli uno status privilegiato; inoltre essendo acclarato quale dei figli del re fosse stato designato come successore al trono, si veniva facilmente e velocemente a propiziare un costante clima di intrighi e di lotte di potere all'interno della corte, che poteva in taluni casi anche terminare con la morte del re per mano di una delle mogli, assetata di potere e che cospirava per conto del proprio figlio.
La storia ci mostra le regine macedoni come ambiziose, intelligenti e, in molti casi, decisamente spietate. Gli elementi comuni di queste narrazioni biografiche sono quelli che raccontano l'eliminazione, spesso tramite veleno, di oppositori politici e regine rivali con la loro progenie; ma anche l'omicidio del marito era tutt'altro che infrequente, con la speranza della regina ch'ella avrebbe potuto godere di una ben maggiore influenza durante il regno del figlio e all'interno della sua corte; cosa questa impeditale fino a quando il marito legittimo si fosse mantenuto ben saldo sul trono. Queste sono le donne che hanno gareggiato in un'arena tradizionalmente tutta maschile e che hanno utilizzato con la medesima decisione qualsiasi arma e tecnica ufficialmente ad appannaggio degli uomini; oltre al veleno, reputato da sempre "arma delle donne".

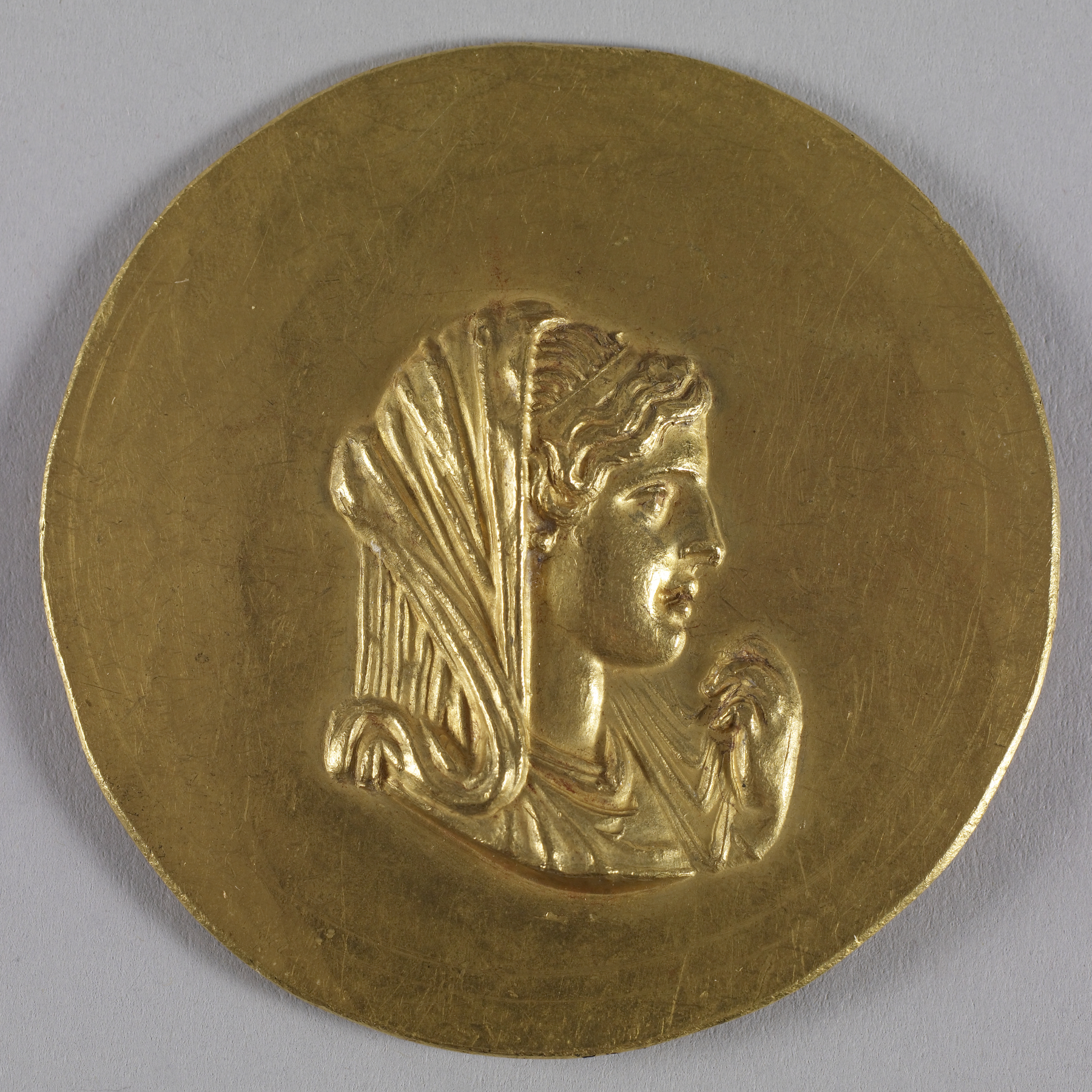
Medaglione di epoca imperiale romana raffigurante Olimpiade d'Epiro, la madre di Alessandro Magno.

Oltre alla figura, divenuta subito leggendaria, costituita dall'ultima regina egizia Cleopatra VII, le più potenti ed illustri tra le principesse macedoni furono Olimpiade d'Epiro e Arsinoe II. Olimpiade è rimasta famosa soprattutto per essere stata la madre di Alessandro il macedone, il futuro conquistatore del mondo, il primo a toccarne i suoi estremi limiti. Nella corte del marito, Filippo II di Macedonia, ella ha dovuto combattere contro le mogli rivali e i loro figli, per arrivare a garantire ad Alessandro la successione al trono di Macedonia. Anche se alla fine risultò sconfitta e fu condannata all'esilio, era chiaramente una donna di genio e grande determinazione.
Alessandro fu proclamato re subito dopo l'assassinio di Filippo avvenuto nel 336 a.C. Olimpiade è stata accusata per la sua morte, o almeno sospettata d'aver preso parte alla congiura, probabilmente ingiustamente; lei era a quel tempo lontana, essendo stata cacciata proprio da Filippo, ma aveva molto da guadagnare quando suo figlio appena ventenne succedette al padre. Già due anni più tardi Alessandro partì con l'intenzione di conquistare l'intero impero persiano e di spingersi sino alla fine del mondo; mentre il figlio era impegnato con la campagna militare, Olimpiade presiedeva la corte reale in Macedonia, gareggiando per il potere col generale Antipatro, che lo stesso giovane re aveva lasciato in patria come suo vice. Politicamente, Alessandro ha sempre sostenuto Antipatro, ma non ha mai cessato di essere nonostante questo molto attaccato alla madre.
Anche se il modello di alleanze tra le madri e i loro figli a è stato ripetuto più e più volte, le donne sono state utilizzate anche in ruoli più passivi dai re ellenistici, in parallelo a quello impiegato dai tiranni greci del periodo arcaico.
I matrimoni delle principesse macedoni, per esempio, erano spesso organizzati dai loro parenti maschi più anziani, per cementare alleanze tra gli uomini, cioè, tra le loro famiglie e quelle dei mariti. Questi matrimoni dinastici venivano generalmente sciolti quando apparivano all'orizzonte nuovi partenariati politicamente più attraenti.
Naturalmente, il rifiuto unilaterale nei confronti di una regina da parte del marito a beneficio di un'altra donna poteva finire con in un atto violento, ed una volta che i genitori o i tutori legittimi della moglie rifiutata ne fossero venuti a conoscenza, queste che erano alleanze matrimoniali potevano spesso produrre degli scontri internazionali. Uno di tali sfortunati matrimoni è stato quello di Berenice e Antioco II.

### Altre donne
Le donne erano anche beneficiarie del più generoso riconoscimento della cittadinanza e dei diritti politici nelle città greche, essenzialmente per ragioni diplomatiche, culturali ed economiche, e questo fu uno dei fenomeni maggiormente caratteristici di questo periodo cosmopolita.
Alcune donne hanno ricevuto l'accesso ai diritti politici o all'esercizio di attività pubbliche; in altri casi oltre alla cittadinanza onoraria ottenuto e dei diritti dei proxenía (privilegi concessi agli stranieri in qualità di rappresentante degli interessi di un dato paese) da città straniere come gratitudine per i servizi resi alle polis in cui si trovarono a risiedere.
Nell'anno 218 a. C. Aristodama, una poetessa originaria di Smirne, ha ottenuto la cittadinanza di Lamia (Grecia Centrale) in Etolia, perché la sua poesia lodando ripetutamente ad apertamente il popolo della regione e dei loro antenati contribuì all'espandersi del loro nome e fama. Un'iscrizione ricorda l'esistenza di una donna-Arconte in Istria nel corso del II secolo a.C. Nel I secolo.C. si nomina un'altra donna, questa volta facente parte della magistratura, File di Priene, la prima donna che contribuì a far costruire una diga e un acquedotto. È molto probabile che sia stata nominata giudice perché aveva promesso - come poi in effetti mantenne - di utilizzare il proprio patrimonio privato per contribuire alla realizzazione di queste opere pubbliche.
Queste donne erano ancora considerate delle eccezioni, ma molte altre sono rimaste per tutto il corso della storia della propria città escluse dalla partecipazione al governo. Ma da allora, sotto il dominio dei monarchi ellenistici le implicazioni inerenti alla cittadinanza e dei suoi privilegi erano molto meno favorevoli per gli uomini di quanto non lo fossero stati nelle città-stato del mondo classico. Da una parte, il divario tra i privilegi maschili e femminili si era ridotto, ed in secondo luogo, gli uomini, invece di cercare di ampliarli accaparrandoseli, erano più disposti a condividere con le donne i privilegi che avevano mantenuto in stato di monopolio fino ad allora.
Nonostante il crescente impegno politico delle donne greche l'effettiva realizzazione era ancora molto piccola; una lenta evoluzione dello status giuridico, in particolare nel diritto civile, stava però evolvendo. Questo cambiamento è stato più evidente nel nuovo mondo ellenizzato dalle conquiste macedoni nelle vecchie città della Grecia continentale. Le aree in questo contesto colonizzate e/o occupate da greci sradicati, mancando le garanzie tradizionali della polis, una donna poteva non avere più la facilità precedente nel ricorrere alla protezione dei suoi più prossimi parenti maschi, quindi essere costretta a guadagnarsi da sola il modo di aumentarsi le concessioni della capacità giuridica di agire per proprio conto.

#### In Egitto

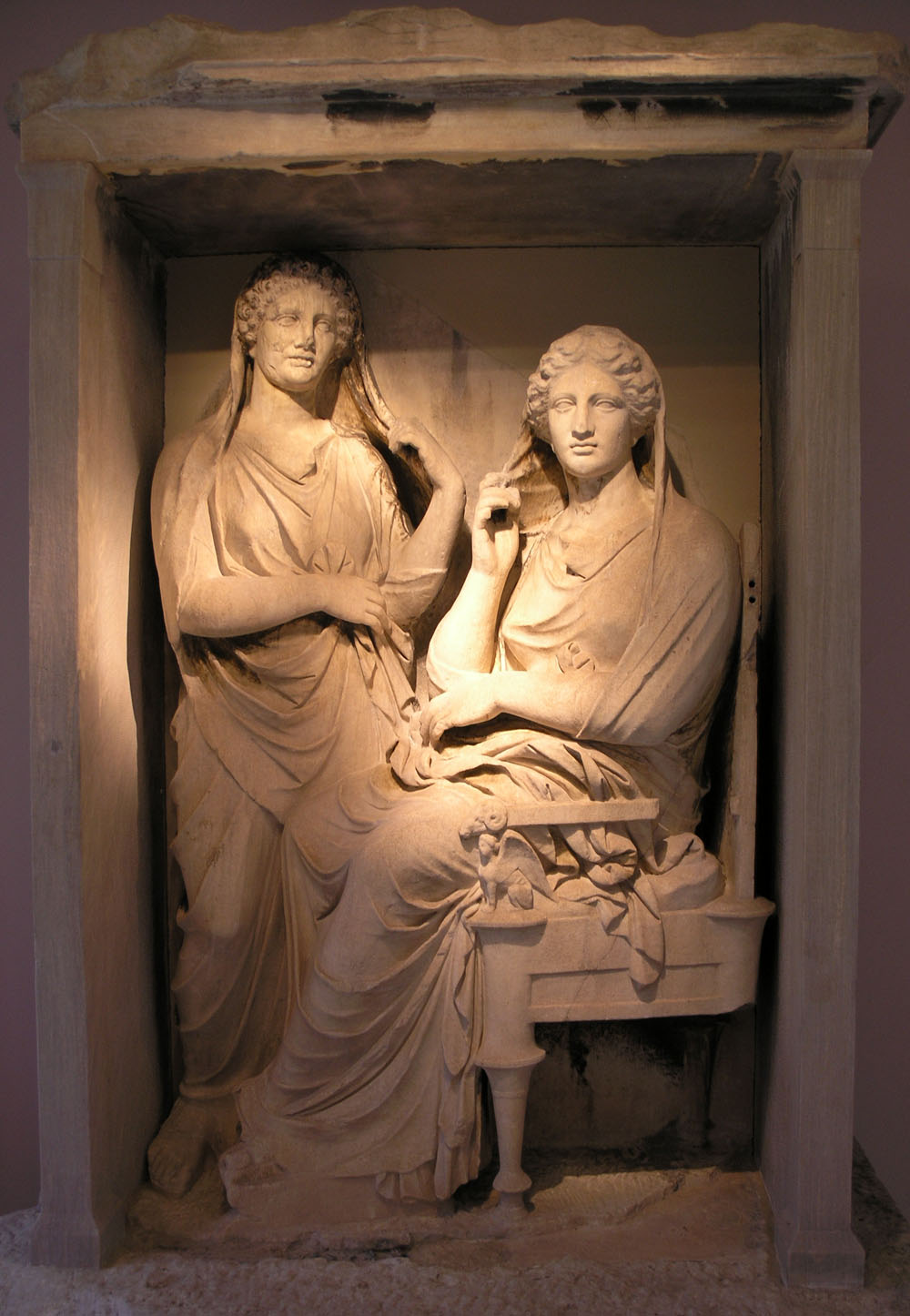
Stele funeraria di Demetria e Pamphile. Uno degli ultimi monumenti funerari di questo tipo prima della promulgazione della legge li vietava ad opera di Demetrio Falereo (325-310 a.C.

Molti papiri provenienti dall'Egitto di questo periodo hanno fornito ampie prove - su quanto è stato già detto riguardante le polis greche - nel settore del diritto privato, ma questo non significa che si debba giungere alla conclusione generalizzata che le leggi ellenistiche fossero applicate in maniera uniforme anche ai settori egiziani nelle loro varie pratiche.
Occorre fare un'attenta distinzione tra le leggi che interessano le donne greche che hanno vissuto in Egitto e quelle relative alle leggi egiziane nei confronti dei nativi; queste ultime, anche se meno studiate, sembrano essere state meno gravose per la condizione femminile. Le donne greche quando hanno agito all'interno delle convenzioni tradizionali delle leggi greche, ancora e sempre quindi bisognose di un tutore; le donne egiziano, no. Quando una donna greca ha dovuto fare una dichiarazione pubblica o far sorgere un obbligo contrattuale che riguardano persone si ritrovava ad aver bisogno costantemente di un maschio che agisse nei suoi confronti come un guardiano.
Ci sono innumerevoli esempi di contratti di questa tipologia; ad esempio i documenti in cui compare una donna come acquirente, venditrice, debitrice o creditrice, locatrice o locataria. Le donne furono sottoposte, come gli uomini, a varie imposte che cadevano nell'ambito delle attività commerciali; hanno anche avuto il diritto di ricevere e dare doni e lasciti, agendo sempre affiancate ai loro controllori, di solito i mariti e figli nella loro qualità di eredi. Ad alcune donne di Alessandria d'Egitto, denominata "astai", fu proibito di fare testamento.
Ad una donna greca d'Egitto era concesso, però, agire anche senza guardiani in tali situazioni; alla donna veniva permesso di presentare una petizione al governo o alla polizia per conto proprio, a condizione che ciò non comportasse un obbligo contrattuale od una pubblicità indebita. Alcune hanno chiesto una particolare attenzione in quanto donne "bisognose e indifese"; altre, ovviamente, meritavano pietà affermando di essere "donne che lavorano" e non manca la richiesta di essere esonerate dall'obbligo di coltivare la terra di stato, citando le vecchie decisioni in cui l'esenzione è concessa alle donne sulla sola base della loro appartenenza al sesso femminile o che "per non avere figli non potevano soddisfare i propri bisogni." Le vedove o le madri di figli illegittimi potevano dare le loro figlie in matrimonio o porre a bottega come apprendisti i loro figli.

#### Contratto di matrimonio tra Eraclide e Demetria
La prova sulla reale espansione dei diritti della donna sposata può essere rappresentata da un contratto di matrimonio datato 311. a.C. ed eseguito tra un greco e una donna che vivevano in terra egizia; le caratteristiche più importanti di questo contratto sono il riconoscimento di due codici per condurre il matrimonio, una per il marito, uno per la moglie e con la clausola che entrambi i coniugi sono soggetti alla interpretazione di ciò che è socialmente utile solo per la coppia. Diritti e obblighi sociali e morali sono riconosciuti da entrambi i lati.
Indiscrezioni sui mariti potenziali sono specificate, mentre le donne sono descritte come velate ed abbigliate modestamente. Nel contesto ellenistico dell'Egitto tolemaico, gli obblighi contrattuali possono essere interpretati in questo modo: per le donne, il divieto assoluto di svolgere sesso extraconiugale; l'adulterio casuale, in particolare con le schiave o prostitute, venne permesso però agli uomini. La presenza di figli illegittimi avuti con altre donne poteva invece risultare particolarmente odiosa e gli altri figli avrebbero potuto fare richieste e reclami nei riguardi di una tal situazione.
La definizione del reato di adulterio nel giudizio espresso dal circolo sociale della coppia e la cessione di beni alla raccolta di compensi stipulati come sanzioni finanziarie, sono ideali legali lodevoli; si stabilì un fondo teorico consistente nel valore della dote della moglie e di un importo equivalente quale contributo da parte del marito. Il contratto prevede che, se la trasgressione del codice morale viene testato per la soddisfazione dei tre arbitri chiamati a giudicare, il fondo diventa di proprietà della parte lesa a titolo di risarcimento dei danni oltre che come punizione, in quanto l'autore del reato ne è interessato.
Il documento non ha specifiche in materia di eredità o divisione dei beni comuni in caso di divorzio. Certamente non erano necessarie disposizioni esplicite circa queste ipotesi, perché un modello su questo tema era già stato stabilito dai Greci nella colonia di Elefantina, quindi presumibilmente anche nelle altre regioni.
La partecipazione della madre nell'atto di dare una figlia in matrimonio non era in corso. La sposa non rompere i legami con la sua famiglia, perché ha permesso la possibilità che il padre ha continuato a intervenire nella scelta del luogo dove la coppia potrebbe vivere.era già stabilito dai Greci nella colonia di Elefantina.
La partecipazione della madre nell'atto di dare una figlia in matrimonio non era usualmente praticata. La sposa non rompeva definitivamente i legami con la sua famiglia d'origine, perché aveva la possibilità che il padre continuasse ad intervenire nella scelta del luogo dove la coppia avrebbe meglio potuto vivere.

#### Il ruolo del padre della sposa
Con l'avanzare dell'epoca ellenistica, il ruolo del padre della sposa è via via sempre più diminuito.

#### Divorzio
Il divorzio era previsto come eventuale possibilità per entrambi in numerosi contratti di matrimonio, permettendo al marito ed alla moglie pari opportunità di svincolarsi l'un l'altro reciprocamente.

#### Le attività economiche femminili

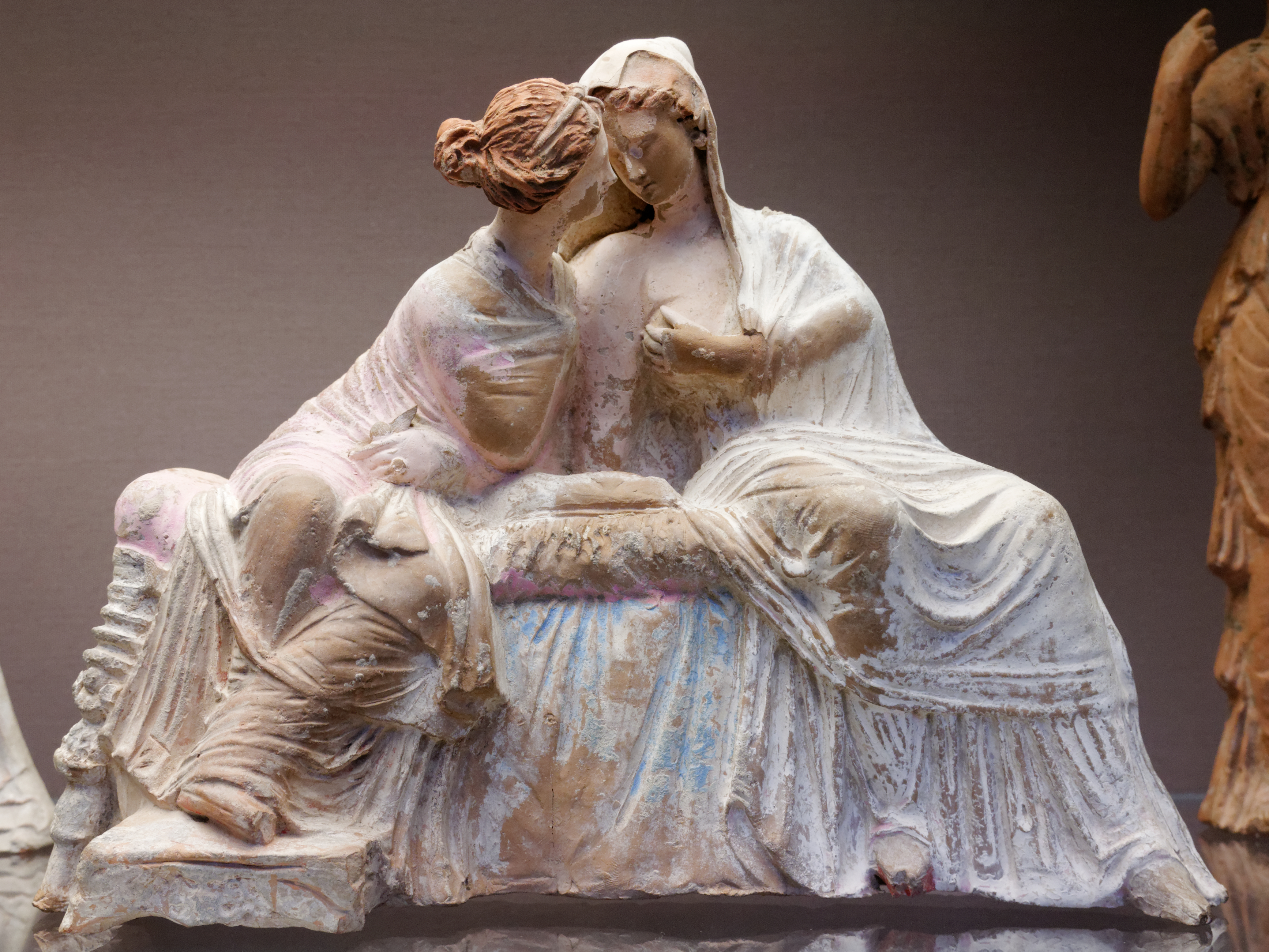
Due donne, 100 a.C. circa

La capacità giuridica delle donne di beneficiare di una maggiore attività economica in questo periodo, non soltanto in terra d'Egitto, ma anche in altre aree del mondo greco, coinvolse sempre più le donne rispettabili nell'ambito commerciale. Le donne greche esercitarono ora il pieno controllo sui loro schiavi, come risulta nelle iscrizioni, in cui venivano nominati per la concessione del loro affrancamento. Ci sono 123 donne tra i 491 nomi che si riferiscono ad esse come "liberatori di schiavi" da un elenco di Delfi dell'anno 150 a.C. I registri dei nominativi presenti negli elenchi di Ceo e Tino mostrano moltissimi nomi femminili.
Sparta risultò una costante eccezione al riguardo, perché lì le donne hanno sempre speso i loro soldi come meglio volevano, nonostante la disapprovazione occasionale che avrebbe potuto derivare dai parenti maschi.

## In letteratura

### Nella poesia lirica
I maggiori rappresentanti della misoginia antica sembrano essere Esiodo e Semonide. Il primo è autore del Mito di Pandora operosa casalinga, donna bella e affascinante ma nello stesso tempo senza ritegno né pudore, nata per far dannare gli uomini:
«[...] Dentro al suo petto infine il messaggero Argifonte

menzogne e discorsi ingannevoli e scaltri costumi

pose, come voleva Zeus che tuona profondo, e dentro la voce

le pose l’araldo di dèi e chiamò questa donna

Pandora, perché tutti gli abitatori delle case d’Olimpo

la diedero come dono, pena per gli uomini che mangiano pane.»
Attenzione quindi e diffidare:
«La tua mente non resti ingannata da una donna col sedere adornato,

che ciarla seducente: costei il tuo granaio ricerca;

chi della donna si fida si fida dei ladri.»
Semonide elenca dieci tipi di donne tutte descritte come personaggi esecrabili, salvo una, buona donna di casa. Per il resto le donne sono la peggiore disgrazia che possa capitare a un uomo:
«Una gli dèi fecero di terra e la diedero all’uomo:

minorata non ha idee né di bene né di male.

Una cosa la sa: mangiare. E basta.

Se Dio manda un dannato inverno, trema di freddo

ma lo sgabello al fuoco non accosta.

Il più grande male che Dio fece è questo: le donne.

A qualche cosa par che servano,

ma per chi le possiede sono un guaio.
Eccezione a queste malevoli considerazioni sulla donna è la poetessa Saffo l'unica che tra i poeti dell'età antica parli dell'amore in termini moderni
(Frammento 16 Lobel-Page, incipit)
e come un rapporto anche tra donne omosessuali in una società che non si scandalizzava se praticato tra uomini e che condannava invece per le donne alle quali era attribuita soltanto l'eterosessualità.

### Nella tragedia
I grandi autori tragici del V secolo hanno una visione della donna che rientra nella tradizione: essa deve occuparsi della buona amministrazione della casa e non interferire con le attività maschili. Secondo Eschilo non è neppure da lodare perché mette al mondo i figli in quanto il merito è soprattutto dell'uomo che la insemina mentre la donna non fa che nutrire il feto:
«Anche questo dirò e tu osserva come giustamente parlo.

Non è la madre quella che viene chiamata

la genitrice del figlio: lei è la nutrice del feto appena seminato.

Genera chi getta (il seme): lei, che (è) come ospite per un ospite

custodisce il germoglio, se qualche dio non li danneggia.»
Anzi, secondo Euripide, sarebbe meglio che gli uomini potessero comprarsi il seme dei propri figli senza dover portare nella propria casa una donna che vi fa da padrona: «O Zeus, perché dunque hai messo fra gli uomini un ambiguo malanno, portando le donne alla luce del sole? Se proprio volevi seminare la stirpe dei mortali, non dalle donne dovevi produrla: ma che gli uomini comprassero il seme dei figli, depositando in cambio nei tuoi templi oro o ferro o peso di bronzo, ciascuno secondo il valore del prezzo, e viver senza donne in libere case.»
Eppure le donne così esecrate sono spesso le maggiori protagoniste nella tragedia greca che rappresenta vividamente la grandiosità dei loro sentimenti rendendole delle eroine nel bene e nel male. Così l'Antigone di Sofocle che muore per aver sfidato le leggi della città in nome dell'etica antica seppellendo il cadavere del fratello ucciso.
Lo stesso Euripide così duro nei confronti delle donne ne rivela il complesso mondo dei segreti sentimenti che le agitano come avviene per Fedra che si ucciderà per l'amore impossibile suscitato dalla dea Afrodite per il figliastro Ippolito: «Da quando amore mi ferì, io cercai come sopportarlo nel modo più nobile. E cominciai dunque da questo, dal tacere questo morbo e nasconderlo;[...] Poi, provvidi a sopportare nobilmente la mia demenza, vincendola con la virtù. Infine, poiché con questi mezzi non riuscivo a vincere Cipride, decisi di morire: il proposito migliore, nessuno lo negherà. E mi sia concesso di non restare nascosta, se agisco bene, e di non avere troppi testimoni, se agisco male. Sapevo che questa azione e questo male sono disonorevoli: e inoltre, essendo donna, non ignoravo di essere odiosa a tutti.»
Infine dobbiamo sempre a Euripide l'immagine terribile di Medea prototipo della violenza vendicativa della donna tradita dall'infedele marito: «La sciagura inattesa che si è abbattuta su di me mi ha schiantato, ha distrutto la mia esistenza [...] Lo riconosco, il mio sposo era tutto per me e mi si è rivelato il peggiore degli individui. Fra tutte le creature dotate di anima e intelligenza, noi donne siamo le più sventurate. Intanto, dobbiamo comprarci con una robusta dote un marito, anzi prenderci un padrone del nostro corpo, che è malanno peggiore. [...] Un uomo, quando è stanco di starsene in famiglia, esce, evade dalla noia, si ritrova con amici e coetanei; noi donne, invece, siamo costrette ad avere sotto gli occhi sempre un’unica persona. Si blatera che conduciamo una vita priva di rischi, tra le mura domestiche, mentre i maschi vanno a battersi in guerra. Che assurdità! Preferirei cento volte combattere che partorire una volta sola.»

## Il mito delle Amazzoni
Il mito delle Amazzoni per la cultura greca antica è una forma di mondo alla rovescia. Nella letteratura sono rappresentate come un popolo barbaro e nemico. In Iliade III.188-190, Priamo ricorda di aver combattuto le Amazzoni come alleato di Otreo e Migdone, due sovrani della Frigia (Turchia nord-occidentale). Le Amazzoni, ricorda Priamo, erano «ὰντιάνεραι» (eguali ai maschi, forti come i maschi), ma non erano numerose come gli Achei.

## Famose donne greche

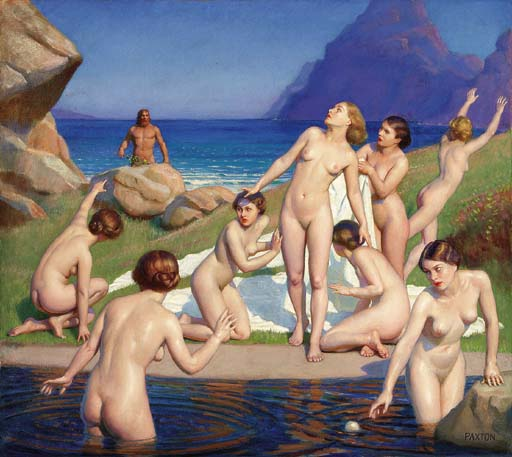
"Nausicaa" assieme alle sue ancelle (1937), di William McGregor Paxton.

### Nel mito
- Andromeda
- Danae
- Io
- Euridice - l'amata di Orfeo
- Leda
- Fedra
- Ninfa (mitologia) - essere femminile spirituale della Natura
- Medea
- Alcesti - moglie affezionata di Admeto (mitologia)
- Gorgofone - figlia di Perseo e Andromeda
- Andromaca - sposa di Ettore
- Clitennestra
- Ifigenia - figlia di Clitennestra, sacrificata dal padre Agamennone prima della partenza per la guerra di Troia
- Penelope - la sposa di Ulisse
- Nausicaa
- Circe
- Calipso
- Armonia (mitologia)
- Antigone - La pietosa figlia di Edipo

### Nella storia
- Aspasia di Mileto - l'etera compagna di Pericle
- Cinisca - nota per essere stata la prima donna della storia a vincere una gara dei giochi olimpici antichi (la corsa dei carri con quattro cavalli) nel 396 a.C.
- Frine - l'etera compagna di Iperide, da lui difesa con una famosa orazione perduta
- Diotima - filosofa e sacerdotessa
- Euridice di Atene - moglie di Demetrio I Poliorcete
- Fenarete - madre di Socrate
- Gorgo (regina di Sparta) - consorte di Leonida I
- Gorgofone -
- Lamia - celebre etera, amante di Demetrio I Poliorcete
- Santippe - moglie di Socrate

## Divinità femminili greche

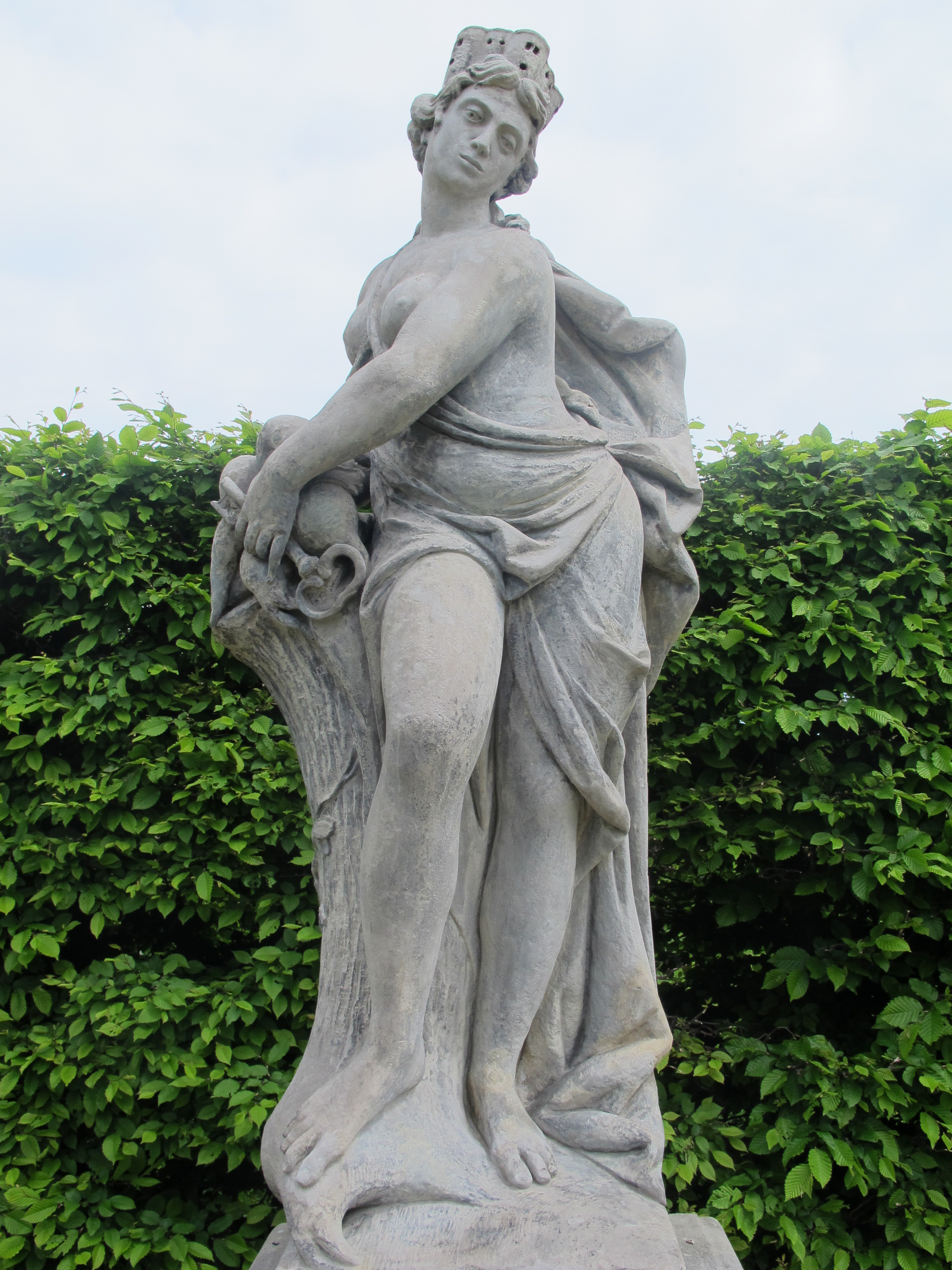
Gea
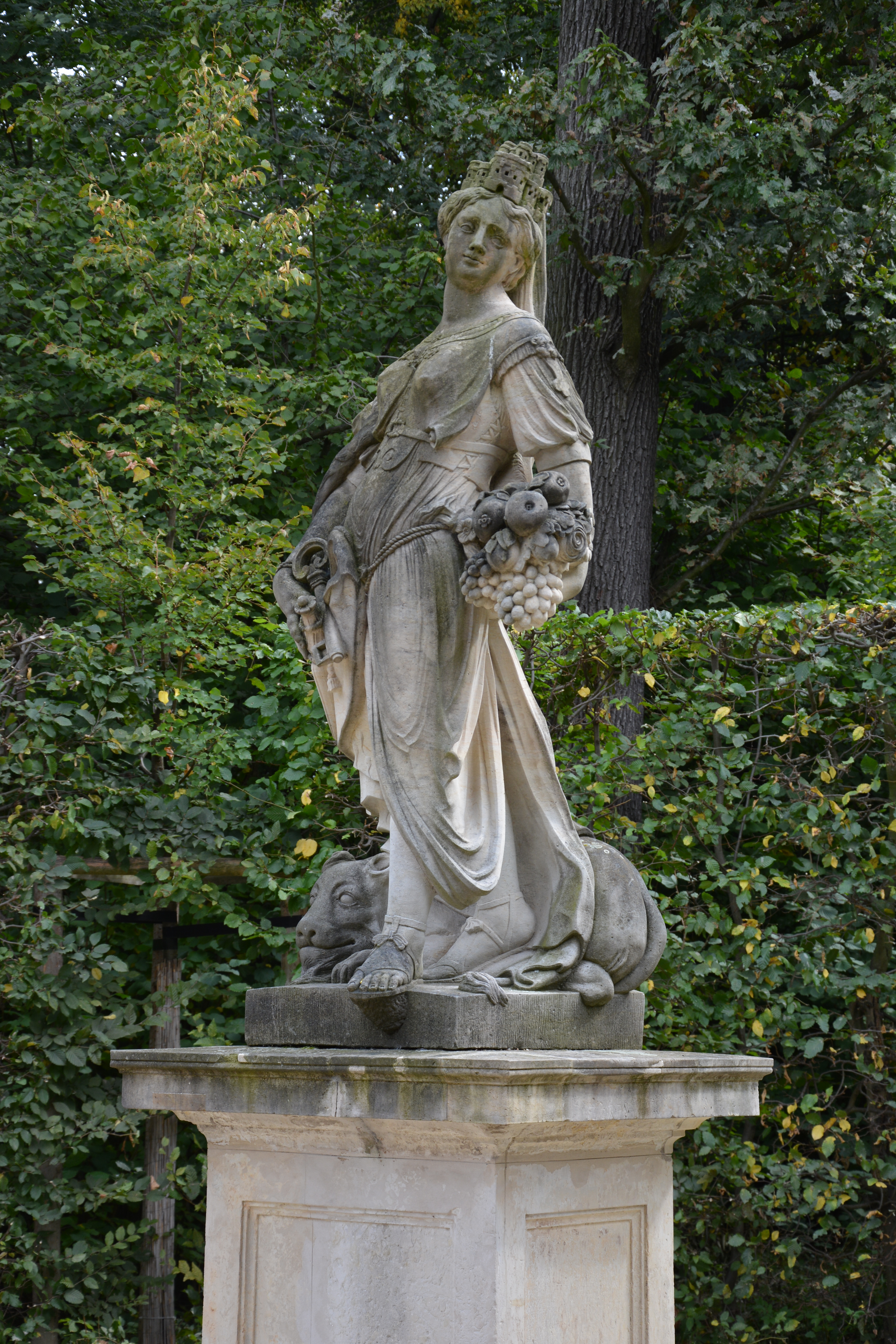
Rea (mitologia)
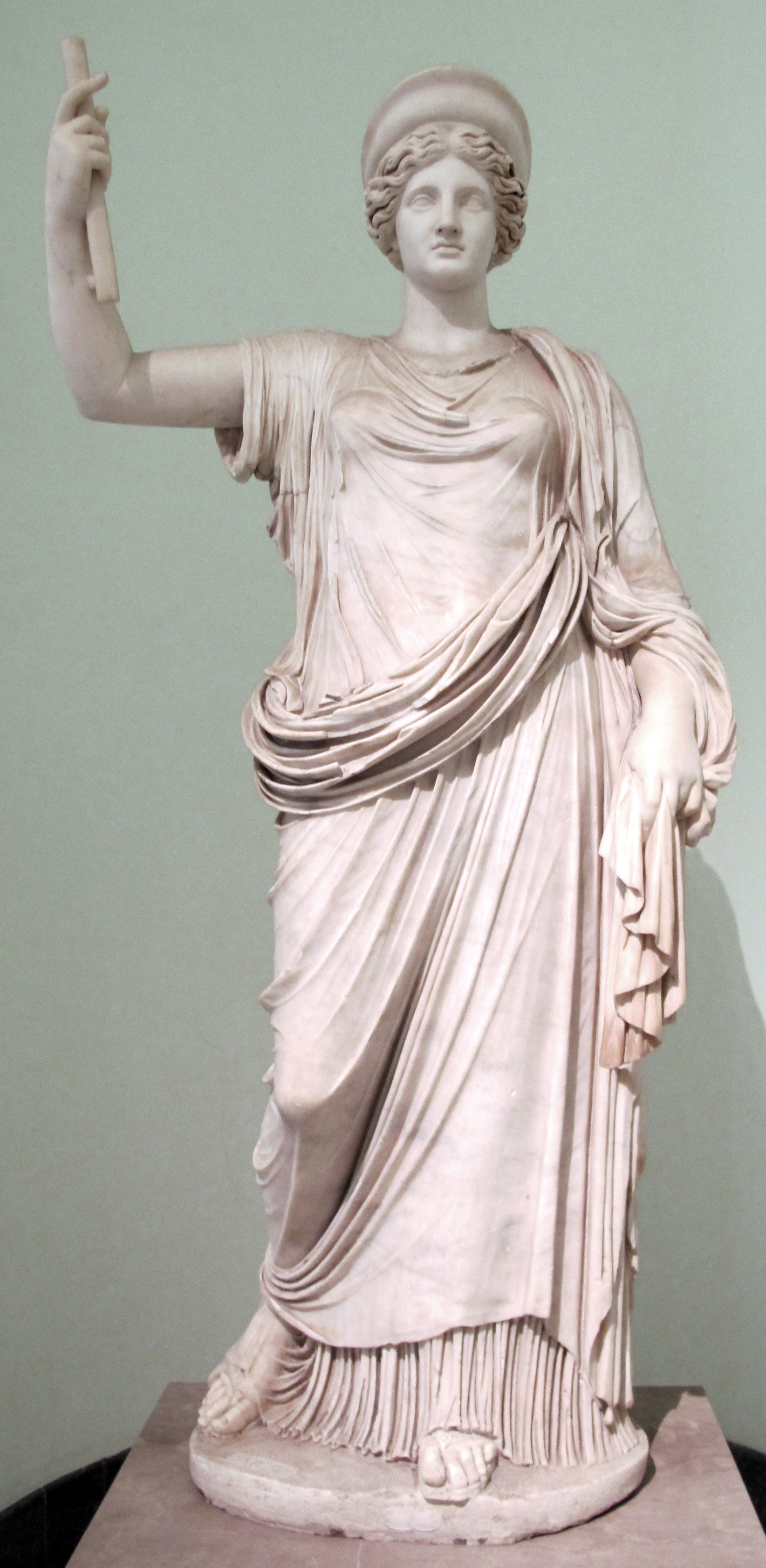
Era (mitologia), copia romana del 100-150 circa da originale greco del 400-380.
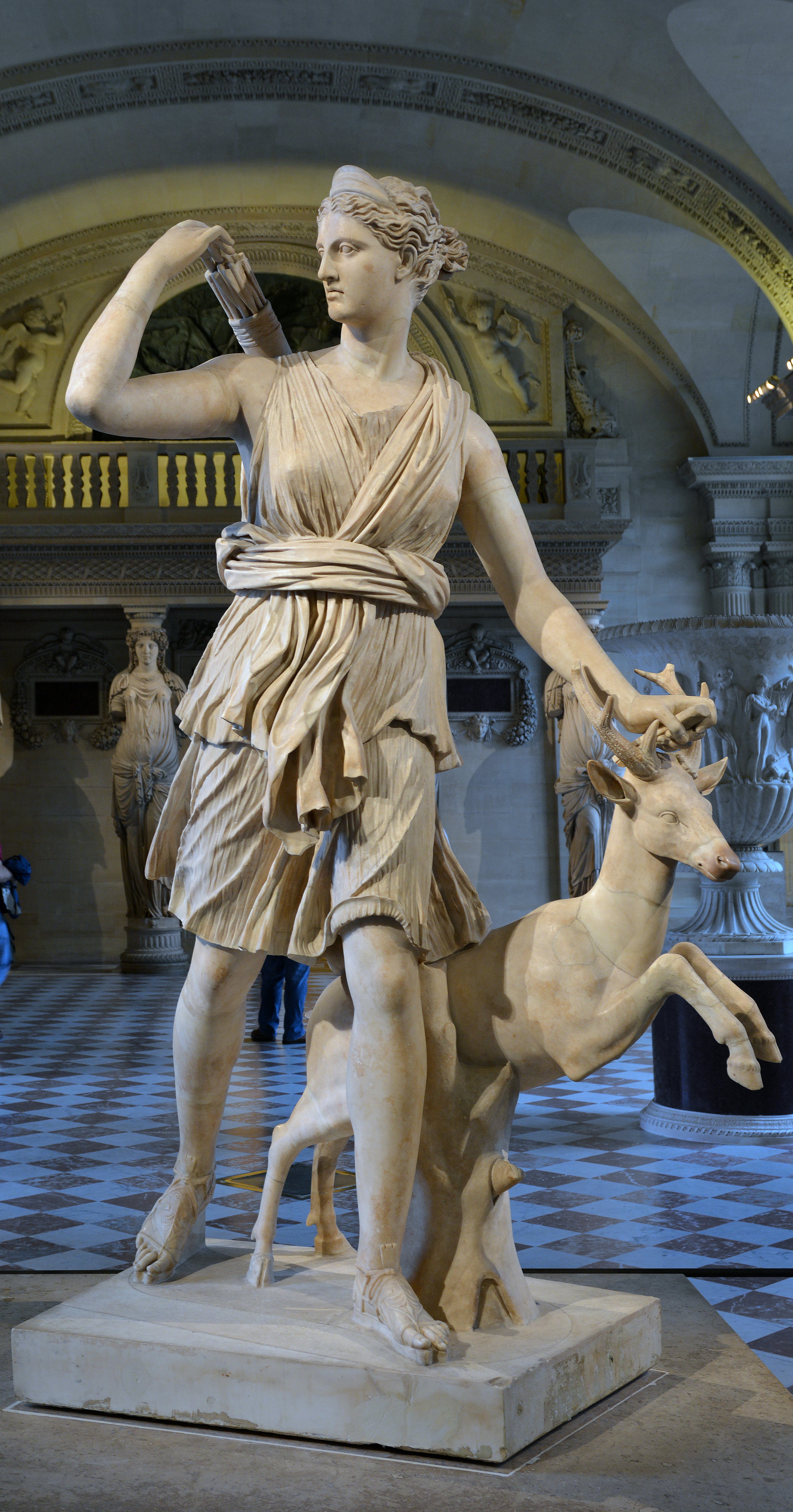
Artemide con una cerva, meglio conosciuta come "Diana di Versailles". Marmo, opera romana, epoca imperiale (I-II secolo d.C., forse copia di un originale di Leocare.
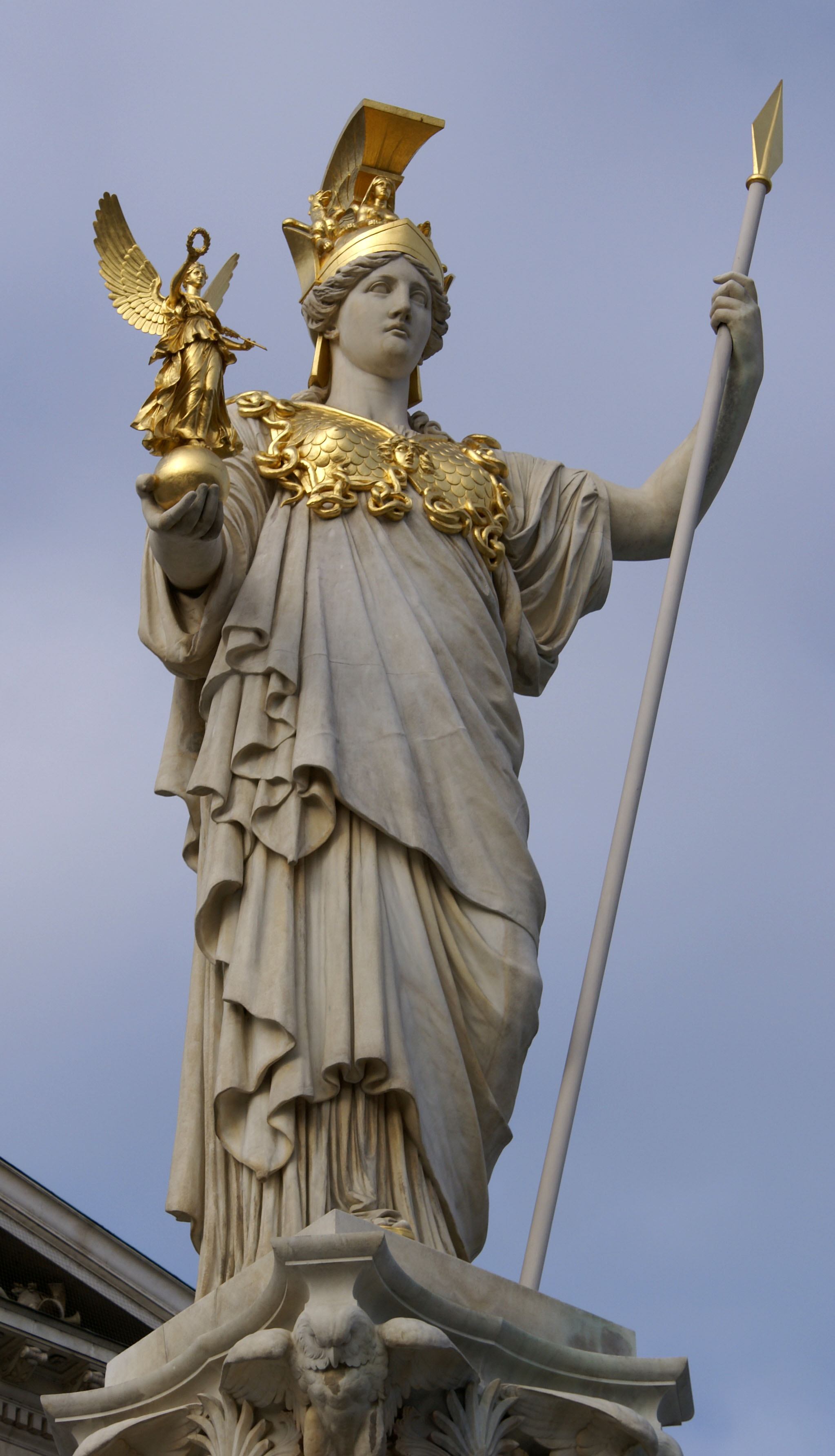
La statua di Pallade Atena di fronte al Palazzo del Parlamento, Vienna, Austria.
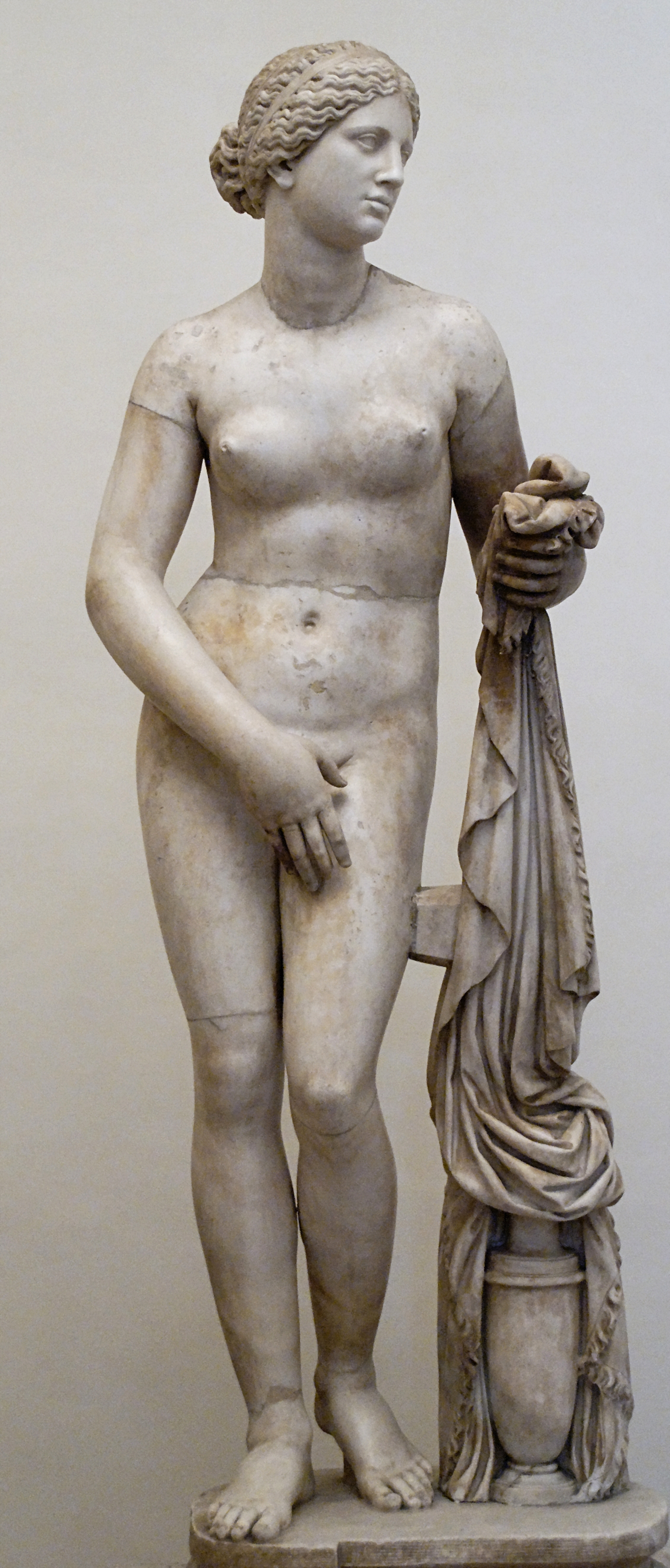
Afrodite cnidia. Marmo, copia romana da un originale greco del IV secolo opera di Prassitele. Gli elementi originali sono il busto e le cosce, quelli restaurati la testa, le braccia, le gambe e il supporto (tendaggi e brocca) adopera di Ippolito Buzzi
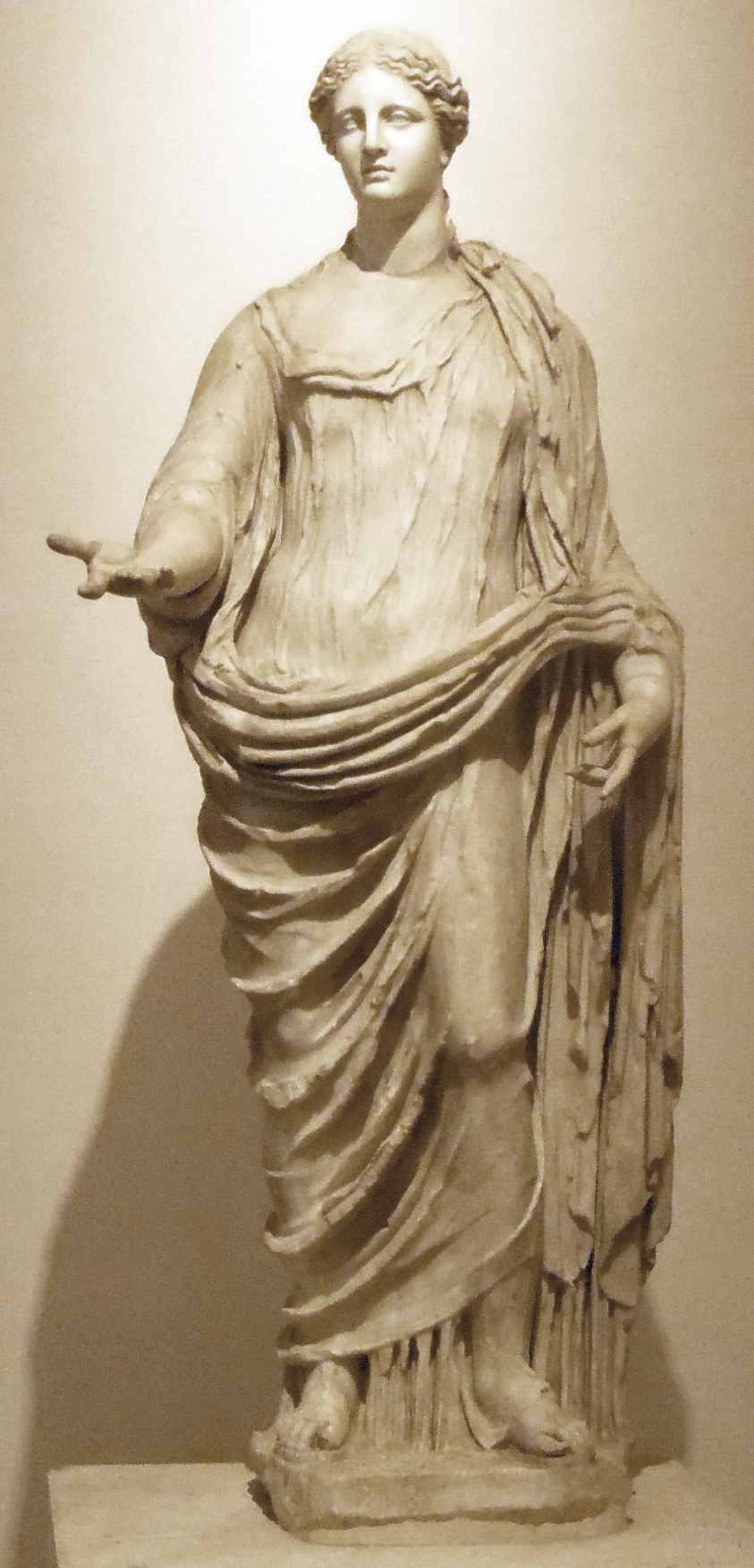
Statua di Demetra, madre di Persefone (detta anche Kore, moglie di Ade) con testa prodotta a seguito di un restauro neoclassico. Roma, Museo nazionale romano di Palazzo Altemps
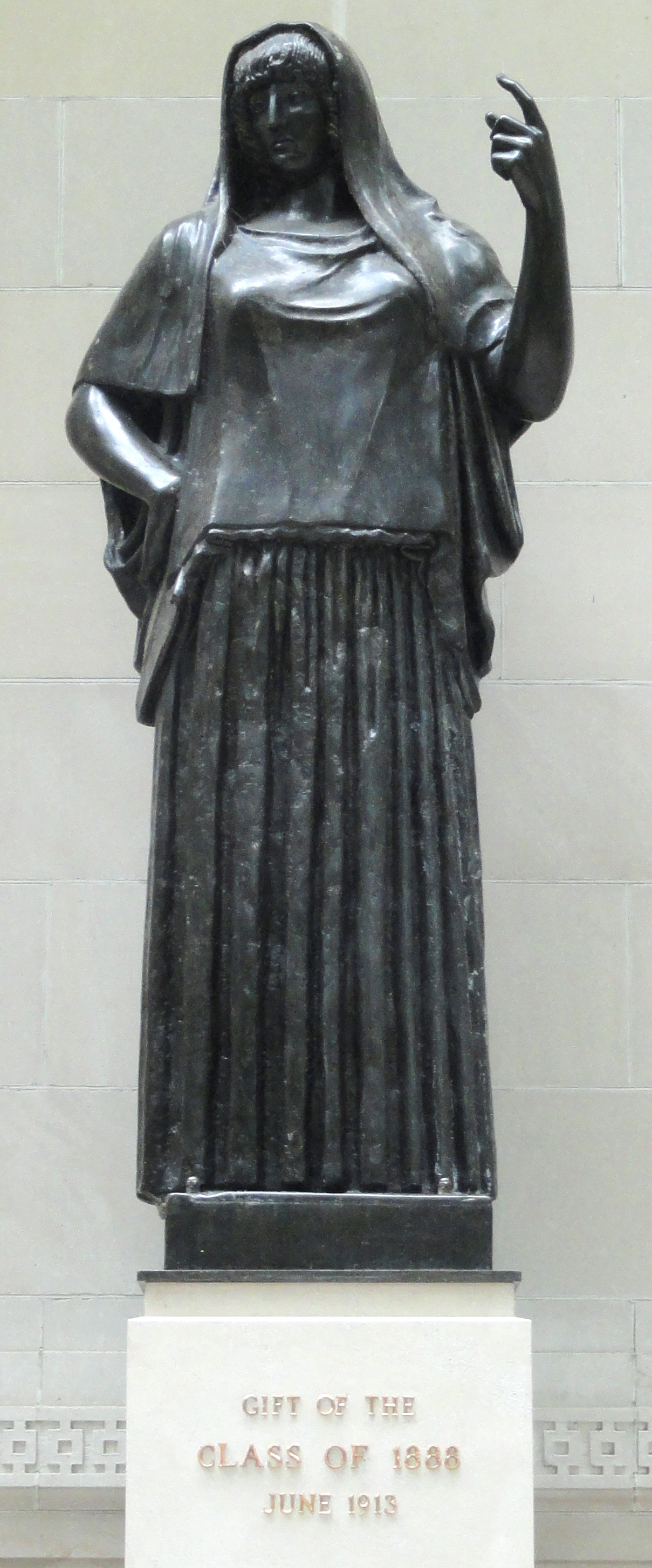
Statua di Estia. Margaret Clapp Biblioteca, Wellesley College, Wellesley, Massachusetts, USA.